# Morti nel 1985
| Questa pagina contiene informazioni ricavate automaticamente dalle voci biografiche con l'ausilio del template Bio e di un bot. L'aggiornamento è periodico e automatico e ricostruisce completamente la pagina. Se manca una persona in questa lista, sei pregato di non aggiungerla, ma accertati piuttosto che la sua voce biografica contenga il template Bio e che i dati anagrafici siano correttamente compilati. Se il template Bio manca, inseriscilo tu stesso o, in alternativa, metti l'avviso {{tmp\|Bio}} che ne segnala la mancanza. Se i dati riportati sono sbagliati, correggi direttamente la voce biografica; le modifiche saranno visibili in questa lista entro pochi giorni. Per chiarimenti vedi il progetto biografie. La lista contiene solo le 1.279 persone che sono citate nell'enciclopedia e per le quali è stato implementato correttamente il template Bio. Pagina aggiornata al 18 ago 2025. |

## Gennaio(113)
- 1º gennaio - Billy Brown, calciatore inglese (n. 1900)
- 1º gennaio - Raoul Pène Du Bois, costumista statunitense (n. 1914)
- 1º gennaio - Luigi Giuseppe Giuliani, calciatore italiano (n. 1905)
- 1º gennaio - H.A. Hambleton, calciatore inglese (n. 1896)
- 1º gennaio - Mario Meggiorini, calciatore italiano (n. 1937)
- 1º gennaio - Herbert Shelton, saggista, attivista e pacifista statunitense (n. 1895)
- 1º gennaio - Knud Vermehren, ginnasta danese (n. 1890)
- 2 gennaio - Angelo Bonaiti, politico italiano (n. 1915)
- 2 gennaio - Flash Elorde, pugile filippino (n. 1935)
- 2 gennaio - Enrico Turolla, grecista, latinista e bizantinista italiano (n. 1896)
- 2 gennaio - Jacques de Lacretelle, romanziere francese (n. 1888)
- 3 gennaio - Eckhard Christian, militare tedesco (n. 1907)
- 3 gennaio - Jean-Jacques Kretzschmar, calciatore francese (n. 1925)
- 3 gennaio - Rodolfo Lodi, attore italiano (n. 1895)
- 3 gennaio - Tadeusz Pełczyński, generale polacco (n. 1892)
- 3 gennaio - Rubino Profeta, compositore italiano (n. 1910)
- 4 gennaio - Brian Horrocks, generale britannico (n. 1895)
- 4 gennaio - Lovro von Matačić, direttore d'orchestra e compositore croato (n. 1899)
- 4 gennaio - Russell Page, architetto del paesaggio britannico (n. 1906)
- 5 gennaio - Norberto Anido, calciatore argentino (n. 1933)
- 5 gennaio - Francesco Liverani, arbitro di calcio italiano (n. 1912)
- 5 gennaio - Franjo Punčec, tennista jugoslavo (n. 1913)
- 5 gennaio - Robert Surtees, fotografo e direttore della fotografia statunitense (n. 1906)
- 5 gennaio - Matilde Urrutia, cantante e scrittrice cilena (n. 1912)
- 6 gennaio - Vladimir Konstantinovič Kokkinaki, aviatore sovietico (n. 1904)
- 7 gennaio - Johannes Ludwig, calciatore tedesco (n. 1903)
- 7 gennaio - Marco Notarbartolo di Sciara, militare italiano (n. 1902)
- 7 gennaio - José Maria Pedroto, allenatore di calcio e calciatore portoghese (n. 1928)
- 7 gennaio - Augusto Pedullà, politico e ingegnere italiano (n. 1916)
- 7 gennaio - Jules Vandooren, calciatore e allenatore di calcio francese (n. 1908)
- 8 gennaio - Eva Bowring, politica statunitense (n. 1892)
- 8 gennaio - Paola Musiani, cantante italiana (n. 1949)
- 9 gennaio - Anton Karas, musicista austriaco (n. 1906)
- 9 gennaio - Robert Mayer, filantropo e banchiere tedesco (n. 1879)
- 10 gennaio - Alfonso Fresa, astronomo italiano (n. 1901)
- 10 gennaio - Pieter de Groot, calciatore olandese (n. 1940)
- 10 gennaio - Alberto Jacometti, giornalista, scrittore e politico italiano (n. 1902)
- 10 gennaio - Mary Kenneth Keller, religiosa e educatrice statunitense (n. 1913)
- 10 gennaio - Tsianina Redfeather Blackstone, mezzosoprano, compositrice e artista statunitense (n. 1882)
- 10 gennaio - José Salinas, fumettista argentino (n. 1908)
- 11 gennaio - Edward Buzzell, regista statunitense (n. 1895)
- 11 gennaio - Josef Čtyřoký, calciatore cecoslovacco (n. 1906)
- 11 gennaio - Charles E. Kelly, militare statunitense (n. 1920)
- 11 gennaio - William McKell, politico australiano (n. 1891)
- 11 gennaio - Noëlle Norman, attrice francese (n. 1921)
- 11 gennaio - Edgar Reinhardt, pallamanista tedesco (n. 1914)
- 12 gennaio - Aldo Barberito, attore e doppiatore italiano (n. 1925)
- 12 gennaio - Hugh Gerhardi, calciatore sudafricano (n. 1933)
- 13 gennaio - Enrique Luño Peña, giurista spagnolo (n. 1900)
- 13 gennaio - Adam Walsh, allenatore di football americano statunitense (n. 1901)
- 14 gennaio - Jetta Goudal, attrice olandese (n. 1891)
- 14 gennaio - June Howard Tripp, attrice britannica (n. 1901)
- 14 gennaio - Franco Ressel, attore italiano (n. 1925)
- 15 gennaio - Đuka Agić, calciatore jugoslavo (n. 1906)
- 15 gennaio - Salvador Cardona, ciclista su strada spagnolo (n. 1901)
- 15 gennaio - Martin Dzúr, generale e politico cecoslovacco (n. 1919)
- 15 gennaio - Romildo Mercatelli, calciatore italiano (n. 1901)
- 15 gennaio - Puccio Pucci, mezzofondista e dirigente sportivo italiano (n. 1904)
- 15 gennaio - Josef Sedláček, calciatore cecoslovacco (n. 1893)
- 15 gennaio - Josef Sedláček, calciatore cecoslovacco (n. 1912)
- 16 gennaio - Alessandro Blonksteiner, direttore d'orchestra e compositore italiano (n. 1930)
- 16 gennaio - Robert Fitzgerald, latinista, grecista e traduttore statunitense (n. 1910)
- 16 gennaio - Ruth Orkin, fotoreporter, fotografa e regista statunitense (n. 1921)
- 16 gennaio - Mario Palermo, politico e militare italiano (n. 1898)
- 17 gennaio - Ezio Acchini, canottiere italiano (n. 1922)
- 18 gennaio - Adolf Fiala, calciatore cecoslovacco (n. 1909)
- 18 gennaio - Giuseppe Garoli, politico italiano (n. 1926)
- 18 gennaio - Rosita Levi Pisetzky, storica italiana (n. 1897)
- 18 gennaio - Kal P. Dal, cantante svedese (n. 1949)
- 18 gennaio - George Stoll, compositore statunitense (n. 1905)
- 18 gennaio - Mahmud Muhammad Taha, teologo e politico sudanese
- 18 gennaio - Santiago Urtizberea, calciatore e allenatore di calcio spagnolo (n. 1909)
- 19 gennaio - Wilfrid Brambell, attore irlandese (n. 1912)
- 19 gennaio - Sylvain Grysolle, ciclista su strada belga (n. 1915)
- 19 gennaio - Tom Richards, maratoneta britannico (n. 1910)
- 19 gennaio - Eric Voegelin, filosofo, politologo e storico tedesco (n. 1901)
- 20 gennaio - Gillis William Long, politico statunitense (n. 1923)
- 20 gennaio - Quinto Miotti, calciatore italiano (n. 1901)
- 21 gennaio - Eddie Graham, wrestler e attore statunitense (n. 1930)
- 21 gennaio - Yusuf Lule, politico ugandese (n. 1912)
- 21 gennaio - Jan Peka, hockeista su ghiaccio ceco (n. 1894)
- 21 gennaio - Giuseppe Tramarollo, storico, politologo e attivista italiano (n. 1910)
- 21 gennaio - Luise Ullrich, attrice austriaca (n. 1910)
- 22 gennaio - Arthur Bryant, storico britannico (n. 1899)
- 23 gennaio - Francisco Campana, calciatore argentino (n. 1925)
- 23 gennaio - Lois Delander, modella statunitense (n. 1911)
- 23 gennaio - Gastone Miconi, economista, banchiere e dirigente pubblico italiano (n. 1911)
- 23 gennaio - Mario Valobra, calciatore italiano (n. 1891)
- 24 gennaio - Antonio Andrés Sancho, ciclista su strada spagnolo (n. 1913)
- 24 gennaio - Elizabeth Carnegy Arbuthnott, schermitrice britannica (n. 1906)
- 24 gennaio - Guido Dossena, allenatore di calcio e calciatore italiano (n. 1910)
- 24 gennaio - Dalmacio Langarica, ciclista su strada e dirigente sportivo spagnolo (n. 1919)
- 25 gennaio - Ralph Broome, bobbista britannico (n. 1889)
- 25 gennaio - Émile Lesieur, sportivo francese (n. 1885)
- 25 gennaio - Evgenij Maskinskov, marciatore sovietico (n. 1930)
- 25 gennaio - Paul Smith, compositore statunitense (n. 1906)
- 26 gennaio - Kenny Clarke, batterista statunitense (n. 1914)
- 26 gennaio - Waldemar Obrębski, allenatore di calcio e calciatore polacco (n. 1944)
- 26 gennaio - Mario Petri, basso-baritono e attore italiano (n. 1922)
- 27 gennaio - Willem Cobben, vescovo cattolico olandese (n. 1897)
- 27 gennaio - Ife Holmes, cestista statunitense (n. 1905)
- 28 gennaio - Alfredo Foni, calciatore e allenatore di calcio italiano (n. 1911)
- 28 gennaio - Carlo Pellegrini, critico letterario e filologo italiano (n. 1889)
- 28 gennaio - Bernard Pierre Wolff, fotografo francese (n. 1930)
- 29 gennaio - Ernest Chambers, pistard britannico (n. 1907)
- 29 gennaio - Giorgio Stoppa, politico, medico e partigiano italiano (n. 1912)
- 29 gennaio - František Tyrpekl, calciatore cecoslovacco (n. 1905)
- 30 gennaio - Bruno Alessandrini, generale e aviatore italiano (n. 1914)
- 30 gennaio - Ken Mayer, attore statunitense (n. 1918)
- 30 gennaio - Adriano Rodoni, dirigente sportivo italiano (n. 1898)
- 30 gennaio - Pietro Svageli, calciatore e allenatore di calcio italiano (n. 1911)
- 31 gennaio - Tatsuzō Ishikawa, scrittore e giornalista giapponese (n. 1905)
- 31 gennaio - Dutch Lonborg, cestista, giocatore di football americano e allenatore di pallacanestro statunitense (n. 1898)

## Febbraio(91)
- 1º febbraio - Luciano Albertini, pittore italiano (n. 1910)
- 1º febbraio - Mario Carta, ingegnere minerario italiano (n. 1910)
- 1º febbraio - Roosie Hudson, cestista statunitense (n. 1915)
- 1º febbraio - Silvia Manto, attrice italiana (n. 1916)
- 1º febbraio - Antonín Šindelář, calciatore cecoslovacco (n. 1902)
- 2 febbraio - Bianca Doria, attrice italiana (n. 1915)
- 3 febbraio - Renato Angiolini, compositore e pianista italiano (n. 1923)
- 3 febbraio - John Dellert, ginnasta e multiplista statunitense (n. 1884)
- 3 febbraio - Santiago Lazcano, ciclista su strada spagnolo (n. 1947)
- 3 febbraio - Frank Oppenheimer, fisico statunitense (n. 1912)
- 4 febbraio - Jesse Hibbs, regista statunitense (n. 1906)
- 4 febbraio - Nicolas Hoydonckx, calciatore belga (n. 1900)
- 5 febbraio - Hans Croon, allenatore di calcio olandese (n. 1936)
- 6 febbraio - James Hadley Chase, scrittore britannico (n. 1906)
- 6 febbraio - Shlomo Dov Goitein, orientalista tedesco (n. 1900)
- 6 febbraio - Inger Hagerup, scrittrice norvegese (n. 1905)
- 6 febbraio - Neil McCarthy, attore britannico (n. 1932)
- 6 febbraio - Marisa Mori, pittrice italiana (n. 1900)
- 6 febbraio - Carmine Tripodi, carabiniere italiano (n. 1960)
- 7 febbraio - Matt Monro, cantante inglese (n. 1930)
- 8 febbraio - Norah Baring, attrice britannica (n. 1905)
- 8 febbraio - Louis Caput, ciclista su strada, pistard e dirigente sportivo francese (n. 1921)
- 8 febbraio - William Lyons, imprenditore e designer britannico (n. 1902)
- 8 febbraio - Marvin Miller, attore statunitense (n. 1913)
- 8 febbraio - Orsola Nemi, scrittrice, traduttrice e giornalista italiana (n. 1903)
- 9 febbraio - Enrique Camarena, poliziotto e militare statunitense (n. 1947)
- 9 febbraio - Ingemar Franzén, sollevatore svedese (n. 1927)
- 10 febbraio - Cesare Franchini, calciatore italiano (n. 1909)
- 10 febbraio - Werner Hinz, attore e doppiatore tedesco (n. 1903)
- 11 febbraio - Márton Bukovi, allenatore di calcio e calciatore ungherese (n. 1903)
- 11 febbraio - Henry Hathaway, regista e produttore cinematografico statunitense (n. 1898)
- 11 febbraio - George James Hopkins, scenografo e costumista statunitense (n. 1886)
- 11 febbraio - Jochen Müller, calciatore tedesco orientale (n. 1925)
- 11 febbraio - Víctor Palomo, pilota motociclistico e bobbista spagnolo (n. 1948)
- 11 febbraio - Heinz Roemheld, compositore statunitense (n. 1901)
- 12 febbraio - Nicholas Colasanto, attore e regista statunitense (n. 1924)
- 12 febbraio - Georges Gautschi, pattinatore artistico su ghiaccio svizzero (n. 1904)
- 12 febbraio - Paolo Pili, politico italiano (n. 1891)
- 12 febbraio - Jerzy Skolimowski, canottiere e architetto polacco (n. 1907)
- 13 febbraio - Romolo Remigi, calciatore italiano (n. 1914)
- 15 febbraio - Harold Jefferson Coolidge, zoologo statunitense (n. 1904)
- 16 febbraio - Henning Aamodt, calciatore norvegese (n. 1952)
- 16 febbraio - Mathew Beard, supercentenario statunitense (n. 1870)
- 16 febbraio - Riccardo Del Giudice, sindacalista, politico e giurista italiano (n. 1900)
- 16 febbraio - Alí Primera, cantante e chitarrista venezuelano (n. 1941)
- 17 febbraio - Wanda Perry, attrice e modella statunitense (n. 1917)
- 18 febbraio - Willy Alberti, cantante olandese (n. 1926)
- 18 febbraio - Luigi Condorelli, cardiologo, patologo e biochimico italiano (n. 1899)
- 18 febbraio - Nancy Hamilton, attrice teatrale e sceneggiatrice statunitense (n. 1908)
- 19 febbraio - Ernesto Greppi, calciatore italiano (n. 1902)
- 19 febbraio - Carmen Lucia, sindacalista italiana (n. 1902)
- 19 febbraio - Sverre Pettersen, calciatore norvegese (n. 1903)
- 19 febbraio - Pietro Reverberi, arbitro di pallacanestro italiano (n. 1912)
- 20 febbraio - Isaac Kashdan, scacchista statunitense (n. 1905)
- 20 febbraio - Clarence Nash, doppiatore e cantante statunitense (n. 1904)
- 20 febbraio - Nikolaj Nikolaevič Urvancev, geologo e esploratore russo (n. 1893)
- 21 febbraio - Ina Claire, attrice statunitense (n. 1893)
- 21 febbraio - Louis Hayward, attore britannico (n. 1909)
- 21 febbraio - Dermot Ryan, arcivescovo cattolico irlandese (n. 1924)
- 21 febbraio - John George Trump, ingegnere e fisico statunitense (n. 1907)
- 22 febbraio - Victor Carlund, calciatore svedese (n. 1906)
- 22 febbraio - Salvador Espriu, poeta, scrittore e drammaturgo spagnolo (n. 1913)
- 22 febbraio - Enzo Storoni, giornalista e politico italiano (n. 1906)
- 22 febbraio - Frank Traynor, musicista australiano (n. 1927)
- 22 febbraio - Enzo Ungari, critico cinematografico e sceneggiatore italiano (n. 1948)
- 22 febbraio - Giuseppe Veronesi, politico e ingegnere italiano (n. 1910)
- 22 febbraio - Efrem Zimbalist, violinista, compositore e direttore d'orchestra russo (n. 1890)
- 23 febbraio - Erik Andersson, pallanuotista e nuotatore svedese (n. 1896)
- 23 febbraio - Paolo Bonomi, politico italiano (n. 1910)
- 23 febbraio - Roberto Parisi, imprenditore italiano (n. 1931)
- 24 febbraio - Hal C. Kern, montatore statunitense (n. 1894)
- 24 febbraio - Salvatore Maugeri, medico italiano (n. 1905)
- 24 febbraio - Salvador Monzó, calciatore spagnolo (n. 1921)
- 24 febbraio - Eduard Sperling, lottatore tedesco (n. 1902)
- 24 febbraio - Joseph C. Wright, scenografo statunitense (n. 1892)
- 25 febbraio - Marianne Oswald, cantante e attrice francese (n. 1901)
- 25 febbraio - Damiana Sette, centenaria italiana (n. 1877)
- 26 febbraio - Leonardo David, sciatore alpino italiano (n. 1960)
- 26 febbraio - Vincenzo Fagiuoli, dirigente pubblico italiano (n. 1894)
- 26 febbraio - Camillo Giardina, politico e giurista italiano (n. 1907)
- 26 febbraio - Tjalling Koopmans, economista olandese (n. 1910)
- 27 febbraio - Ernest Dubac, calciatore jugoslavo (n. 1914)
- 27 febbraio - Benvenuto Franci, baritono italiano (n. 1891)
- 27 febbraio - David Huffman, attore statunitense (n. 1945)
- 27 febbraio - Henry Cabot Lodge Jr., politico e diplomatico statunitense (n. 1902)
- 27 febbraio - Giuseppe Marrazzo, giornalista italiano (n. 1928)
- 27 febbraio - J. Pat O'Malley, attore e doppiatore britannico (n. 1904)
- 27 febbraio - Michele Rogliani, calciatore italiano (n. 1961)
- 28 febbraio - Ferdinand Alquié, filosofo francese (n. 1906)
- 28 febbraio - Charita Bauer, attrice televisiva statunitense (n. 1922)
- 28 febbraio - David Byron, cantante britannico (n. 1947)

## Marzo(98)
- 1º marzo - Charlotte Delbo, poetessa e drammaturga francese (n. 1913)
- 1º marzo - Bob Parsons, cestista statunitense (n. 1915)
- 2 marzo - William Stringfellow, teologo, avvocato e attivista statunitense (n. 1928)
- 2 marzo - Omer Huyse, ciclista su strada belga (n. 1898)
- 2 marzo - Jack Kelly, canottiere e imprenditore statunitense (n. 1927)
- 2 marzo - Daniele Mattalia, critico letterario e politico italiano (n. 1906)
- 2 marzo - Hermann Priess, criminale di guerra e generale tedesco (n. 1901)
- 2 marzo - Julie Vlasto, tennista francese (n. 1903)
- 3 marzo - Kyril Bonfiglioli, scrittore inglese (n. 1928)
- 3 marzo - Sarah Gibson Blanding, docente statunitense (n. 1898)
- 3 marzo - Connie Gilchrist, attrice statunitense (n. 1901)
- 3 marzo - Baldovino de Ligne, principe belga (n. 1918)
- 3 marzo - Iosif Samuilovič Šklovskij, astrofisico sovietico (n. 1916)
- 4 marzo - Aurelio Baruzzi, militare italiano (n. 1897)
- 4 marzo - Francesco Cosentino, politico italiano (n. 1922)
- 4 marzo - Sverre Strandli, martellista norvegese (n. 1925)
- 5 marzo - Umberto Ilariuzzi, partigiano e sindacalista italiano (n. 1908)
- 5 marzo - Thomas Little, scenografo statunitense (n. 1886)
- 5 marzo - Umberto Pasquale, religioso e letterato italiano (n. 1906)
- 5 marzo - Oskar Ritter, calciatore tedesco (n. 1901)
- 5 marzo - Cyril Stiles, canottiere neozelandese (n. 1904)
- 6 marzo - Hans Brunke, calciatore tedesco (n. 1904)
- 6 marzo - Sebastian Huber, bobbista tedesco (n. 1901)
- 6 marzo - Gino Sarfatti, designer e imprenditore italiano (n. 1912)
- 6 marzo - Italo de Feo, scrittore, critico letterario e saggista italiano (n. 1912)
- 7 marzo - Emidio Vittori, bibliotecario e poeta italiano (n. 1924)
- 8 marzo - Edward Andrews, attore statunitense (n. 1914)
- 8 marzo - Gladys Egan, attrice statunitense (n. 1900)
- 8 marzo - Reuben Goodstein, matematico britannico (n. 1912)
- 8 marzo - Gianni Granzotto, giornalista, dirigente pubblico e scrittore italiano (n. 1914)
- 8 marzo - Kim Yong-sik, allenatore di calcio e calciatore sudcoreano (n. 1910)
- 8 marzo - Runor Sandström, pallanuotista svedese (n. 1909)
- 8 marzo - Victor Wolfgang von Hagen, esploratore, storico e archeologo statunitense (n. 1908)
- 9 marzo - Harry Catterick, calciatore e allenatore di calcio inglese (n. 1919)
- 9 marzo - Ferdinando Dal Pont, calciatore e allenatore di calcio italiano (n. 1911)
- 9 marzo - Roberto Ducci, diplomatico, scrittore e giornalista italiano (n. 1914)
- 10 marzo - Konstantin Ustinovič Černenko, politico sovietico (n. 1911)
- 10 marzo - Luigi Chiodi, allenatore di calcio e calciatore italiano (n. 1919)
- 10 marzo - Angelo Raffaele Jervolino, politico italiano (n. 1890)
- 10 marzo - Cornelis Bernardus van Niel, microbiologo olandese (n. 1897)
- 10 marzo - Israel Regardie, scrittore britannico (n. 1907)
- 11 marzo - Helmut Hudel, ufficiale tedesco (n. 1915)
- 12 marzo - Lodovico De Filippis, calciatore e allenatore di calcio italiano (n. 1915)
- 12 marzo - Eugene Ormandy, direttore d'orchestra e violinista ungherese (n. 1899)
- 13 marzo - Elmer Austin Benson, politico statunitense (n. 1895)
- 13 marzo - Sergio Cosmai, giurista italiano (n. 1949)
- 13 marzo - Hans Eckstein, pallanuotista tedesco (n. 1908)
- 13 marzo - Annette Hanshaw, cantante statunitense (n. 1901)
- 14 marzo - Franco Mercuri, sceneggiatore italiano (n. 1930)
- 14 marzo - Luigi Perdisa, editore italiano (n. 1906)
- 15 marzo - Július Jakoby, pittore slovacco (n. 1903)
- 15 marzo - František Pelcner, calciatore cecoslovacco (n. 1909)
- 16 marzo - Giuseppe Pognante, pittore italiano (n. 1894)
- 16 marzo - Jean Purdy, infermiera e biologa britannica (n. 1945)
- 16 marzo - Roger Sessions, compositore e critico musicale statunitense (n. 1896)
- 16 marzo - Eddie Shore, hockeista su ghiaccio, allenatore di hockey su ghiaccio e dirigente sportivo canadese (n. 1902)
- 18 marzo - Myrtle Cook, velocista canadese (n. 1902)
- 19 marzo - Gioacchino Pasqualini, violinista italiano (n. 1902)
- 20 marzo - Giandomenico Baldisseri, calciatore italiano (n. 1938)
- 20 marzo - Victor Capesius, farmacista e ufficiale tedesco (n. 1907)
- 20 marzo - Pierre Marcel Lemoigne, ingegnere e aviatore francese (n. 1898)
- 21 marzo - Flaminio De Mojà, architetto e ingegnere italiano (n. 1901)
- 21 marzo - Nino Maioli, compositore, pianista e direttore d'orchestra italiano (n. 1907)
- 21 marzo - Michael Redgrave, attore britannico (n. 1908)
- 23 marzo - Richard Beeching, fisico e ingegnere britannico (n. 1913)
- 23 marzo - Peter Charanis, storico e bizantinista greco (n. 1908)
- 23 marzo - Patricia Roberts Harris, politica e diplomatica statunitense (n. 1924)
- 23 marzo - Šazam Safin, lottatore sovietico (n. 1932)
- 23 marzo - Zoot Sims, sassofonista statunitense (n. 1925)
- 23 marzo - Umberto Soldati, calciatore italiano (n. 1900)
- 24 marzo - Dick Kinney, sceneggiatore e fumettista statunitense (n. 1917)
- 24 marzo - George London, basso-baritono canadese (n. 1920)
- 24 marzo - José Luis Munguía, calciatore salvadoregno (n. 1959)
- 24 marzo - Francesco Olivucci, pittore e incisore italiano (n. 1899)
- 24 marzo - Raoul Ubac, fotografo, pittore e incisore belga (n. 1910)
- 25 marzo - John Langdon, cestista statunitense (n. 1923)
- 25 marzo - Dino Luigi Romoli, vescovo cattolico italiano (n. 1900)
- 25 marzo - Zvee Scooler, attore ucraino (n. 1899)
- 25 marzo - Mario Vinciguerra, batterista e compositore italiano (n. 1909)
- 26 marzo - Romolo Catasta, canottiere italiano (n. 1923)
- 26 marzo - Žarko Jovanović, musicista e compositore serbo (n. 1925)
- 27 marzo - Pierino Baffi, ciclista su strada italiano (n. 1930)
- 27 marzo - Hugh Farquharson, hockeista su ghiaccio canadese (n. 1911)
- 27 marzo - Ezio Tarantelli, economista italiano (n. 1941)
- 28 marzo - Marc Chagall, pittore russo (n. 1887)
- 28 marzo - Henry Hansen, ciclista su strada danese (n. 1902)
- 28 marzo - Fernando Melani, pittore e scultore italiano (n. 1907)
- 28 marzo - Marcus Nikkanen, pattinatore artistico su ghiaccio finlandese (n. 1904)
- 28 marzo - Odie Spears, cestista statunitense (n. 1924)
- 28 marzo - Gerhard Stöck, giavellottista e pesista tedesco (n. 1911)
- 29 marzo - Roald Amundsen, calciatore norvegese (n. 1913)
- 29 marzo - Sœur Sourire, religiosa e cantante belga (n. 1933)
- 30 marzo - Yaeko Nogami, scrittrice giapponese (n. 1885)
- 30 marzo - Kenkichi Ōshima, triplista giapponese (n. 1908)
- 31 marzo - Pietro Allori, presbitero e compositore italiano (n. 1925)
- 31 marzo - Erik Burman, hockeista su ghiaccio svedese (n. 1897)
- 31 marzo - Augusto Frassineti, scrittore e traduttore italiano
- 31 marzo - Alexandre Rignault, attore francese (n. 1901)

## Aprile(98)
- 1º aprile - George Ainsley, allenatore di calcio e calciatore inglese (n. 1915)
- 1º aprile - Gregorio Sciltian, pittore, costumista e illustratore russo (n. 1900)
- 2 aprile - Doris Fitton, attrice e regista teatrale australiana (n. 1897)
- 2 aprile - Barbara Rizzo, italiana (n. 1955)
- 2 aprile - William Stevenson, avvocato, ambasciatore e velocista statunitense (n. 1900)
- 3 aprile - Luciano Miori, latinista, grecista e traduttore italiano (n. 1901)
- 3 aprile - Helmut Niedermayr, pilota automobilistico tedesco (n. 1915)
- 3 aprile - Oreco, calciatore brasiliano (n. 1932)
- 3 aprile - Alfredo Parente, storico e critico musicale italiano (n. 1905)
- 4 aprile - Dinara Asanova, regista sovietica (n. 1942)
- 4 aprile - Raffaele Bensi, presbitero italiano (n. 1896)
- 4 aprile - Bruno Bonfioli, alpinista, patriota e ingegnere italiano (n. 1889)
- 4 aprile - Kate Roberts, scrittrice e attivista gallese (n. 1891)
- 4 aprile - Adolfo Rollo, scultore italiano (n. 1898)
- 4 aprile - Hannes Sirola, ginnasta finlandese (n. 1890)
- 5 aprile - Nicola Restaino, magistrato italiano (n. 1907)
- 6 aprile - Gene Davis, pittore statunitense (n. 1920)
- 6 aprile - Beppe Salvia, poeta italiano (n. 1954)
- 6 aprile - Terence Sanders, canottiere britannico (n. 1901)
- 7 aprile - René Portocarrero, pittore cubano (n. 1912)
- 7 aprile - Carl Schmitt, giurista tedesco (n. 1888)
- 8 aprile - Francesco Alunni Pierucci, sindacalista, partigiano e politico italiano (n. 1902)
- 8 aprile - J. Fred Coots, compositore statunitense (n. 1897)
- 8 aprile - Eugen König, generale tedesco (n. 1896)
- 8 aprile - David McDowell, editore statunitense (n. 1918)
- 9 aprile - Sana' Mehaydli, guerrigliera libanese (n. 1968)
- 9 aprile - Antonino Papalia, politico italiano (n. 1924)
- 9 aprile - Ernie Taylor, calciatore e allenatore di calcio inglese (n. 1925)
- 10 aprile - Cora Coralina, poetessa e scrittrice brasiliana (n. 1889)
- 10 aprile - Alfredo Duhalde Vásquez, politico cileno (n. 1898)
- 10 aprile - Andrea Guglielminetti, avvocato e politico italiano (n. 1901)
- 10 aprile - Arthur Hübscher, filosofo e filologo tedesco (n. 1897)
- 10 aprile - Rodolfo Kubik, musicista e antifascista italiano (n. 1901)
- 10 aprile - Teodoro Pellegrino, italiano (n. 1908)
- 10 aprile - Eusebio Sempere, scultore e pittore spagnolo (n. 1923)
- 11 aprile - Bunny Ahearne, dirigente sportivo irlandese (n. 1900)
- 11 aprile - Bruno Chiavacci, calciatore italiano (n. 1915)
- 11 aprile - André De Dienes, fotografo ungherese (n. 1913)
- 11 aprile - Gennadij Galkin, tuffatore sovietico (n. 1934)
- 11 aprile - Enver Hoxha, generale, rivoluzionario e politico albanese (n. 1908)
- 11 aprile - Vilho Setälä, giornalista, linguista e esperantista finlandese (n. 1892)
- 11 aprile - Fred Uhlman, scrittore e avvocato tedesco (n. 1901)
- 12 aprile - Édouard Baumann, calciatore francese (n. 1895)
- 12 aprile - Seiji Miyaguchi, attore giapponese (n. 1913)
- 12 aprile - Floyd Theard, cestista e allenatore di pallacanestro statunitense (n. 1944)
- 15 aprile - Zərifə Əliyeva, oculista sovietica (n. 1923)
- 15 aprile - Jack Medica, nuotatore statunitense (n. 1914)
- 15 aprile - Antonio Moretti, allenatore di calcio e calciatore italiano (n. 1902)
- 15 aprile - Alfonso Principato, carabiniere italiano (n. 1945)
- 15 aprile - Giuseppe Romanato, politico italiano (n. 1916)
- 15 aprile - Marc-Gilbert Sauvajon, regista, sceneggiatore e drammaturgo francese (n. 1909)
- 15 aprile - Giuseppe Vastapane, imprenditore italiano (n. 1901)
- 16 aprile - Osvaldo Borsani, architetto, designer e imprenditore italiano (n. 1911)
- 16 aprile - Scott Brady, attore statunitense (n. 1924)
- 16 aprile - Raffaele Cutolo, drammaturgo e paroliere italiano (n. 1910)
- 17 aprile - Basil Bunting, poeta britannico (n. 1900)
- 17 aprile - Aníger de Francisco de Maria Melillo, vescovo cattolico brasiliano (n. 1911)
- 17 aprile - Ferdinando Fulgenzio Pasini, vescovo cattolico e missionario italiano (n. 1897)
- 19 aprile - Jean Auréal, pilota motociclistico francese (n. 1941)
- 19 aprile - Pavel Ivanovič Batov, generale e politico sovietico (n. 1897)
- 19 aprile - André Rollet, calciatore francese (n. 1905)
- 20 aprile - Michel Bernheim, regista e direttore della fotografia francese (n. 1908)
- 20 aprile - Mimmo Dei, imprenditore italiano (n. 1909)
- 20 aprile - Rudolf Gnägi, politico svizzero (n. 1917)
- 20 aprile - Anton Løkkeberg, calciatore norvegese (n. 1927)
- 21 aprile - Vincenzo Ciseri, calciatore svizzero (n. 1912)
- 21 aprile - Rudi Gernreich, stilista austriaco (n. 1922)
- 21 aprile - Jaroslav Košnar, calciatore cecoslovacco (n. 1930)
- 21 aprile - Karl Kühling, giornalista, scrittore e politico tedesco (n. 1899)
- 21 aprile - Emma Marpillero, artista italiana (n. 1896)
- 21 aprile - Irving Mills, produttore discografico statunitense (n. 1894)
- 21 aprile - Tancredo Neves, politico brasiliano (n. 1910)
- 21 aprile - Paul Pascon, sociologo marocchino (n. 1932)
- 21 aprile - John Welsh, attore irlandese (n. 1914)
- 22 aprile - Paul Hugh Emmett, chimico statunitense (n. 1900)
- 22 aprile - José de Lima Siqueira, compositore e direttore d'orchestra brasiliano (n. 1907)
- 23 aprile - Sarah T. Hughes, avvocato e politica statunitense (n. 1896)
- 23 aprile - Joseph Robbone, compositore e produttore teatrale italiano (n. 1916)
- 23 aprile - Kent Smith, attore statunitense (n. 1907)
- 24 aprile - Angela Daneu Lattanzi, bibliotecaria e pittrice italiana (n. 1901)
- 24 aprile - Sergej Iosifovič Jutkevič, regista e sceneggiatore sovietico (n. 1904)
- 25 aprile - Ioan Dragomir, vescovo cattolico rumeno (n. 1905)
- 25 aprile - Agnes Flanagan, truccatrice, parrucchiera e attrice statunitense (n. 1902)
- 25 aprile - Gilberto Gilioli, scrittore e antifascista italiano (n. 1902)
- 25 aprile - Richard Haydn, attore e regista britannico (n. 1905)
- 26 aprile - Albert Maltz, scrittore e drammaturgo statunitense (n. 1908)
- 27 aprile - Wilhelm Abel, insegnante tedesco (n. 1904)
- 27 aprile - Roberto Olivetti, dirigente d'azienda italiano (n. 1928)
- 27 aprile - Angelo Rozzoni, giornalista italiano (n. 1911)
- 28 aprile - Paul Rosenstein-Rodan, economista polacco (n. 1902)
- 29 aprile - Guerrino Lenarduzzi, medico e radiologo italiano (n. 1902)
- 30 aprile - Ruggero Bauli, pasticciere e imprenditore italiano (n. 1895)
- 30 aprile - Alberto Bragaglia, pittore italiano (n. 1896)
- 30 aprile - Aurelio Ferrando, politico e partigiano italiano (n. 1921)
- 30 aprile - Edgar Mountain, mezzofondista britannico (n. 1901)
- 30 aprile - Mike Sangster, tennista britannico (n. 1940)
- 30 aprile - Scot Symon, calciatore e allenatore di calcio scozzese (n. 1911)
- 30 aprile - Jules White, regista e produttore cinematografico statunitense (n. 1900)

## Maggio(113)
- 1º maggio - Albie Reisz, giocatore di football americano statunitense (n. 1917)
- 1º maggio - Denise Robins, scrittrice britannica (n. 1897)
- 1º maggio - Jakob Vogt, sollevatore tedesco (n. 1902)
- 2 maggio - Phyllis Bedells, ballerina britannica (n. 1893)
- 2 maggio - Attilio Bettega, pilota di rally italiano (n. 1953)
- 2 maggio - Alfredo Corrias, avvocato e politico italiano (n. 1895)
- 3 maggio - Percy Spender, politico e diplomatico australiano (n. 1897)
- 4 maggio - Harry Earles, attore statunitense (n. 1902)
- 4 maggio - Horatio Fitch, velocista statunitense (n. 1900)
- 5 maggio - Donald Bailey, ingegnere britannico (n. 1901)
- 5 maggio - Ferruccio Rossi-Landi, filosofo e semiologo italiano (n. 1921)
- 6 maggio - Pete Desjardins, tuffatore statunitense (n. 1907)
- 6 maggio - Ledio Zanetti, calciatore svizzero (n. 1925)
- 7 maggio - Dawn Addams, attrice britannica (n. 1930)
- 7 maggio - Carlos Mota Pinto, politico portoghese (n. 1936)
- 8 maggio - Anselmo Berrondo, giocatore di biliardo uruguaiano (n. 1920)
- 8 maggio - Cornelia Channing, fisiologa e docente statunitense (n. 1938)
- 8 maggio - Angelo Destri, pittore italiano (n. 1922)
- 8 maggio - Bill O'Brien, cestista statunitense (n. 1917)
- 8 maggio - Gilbert Roylance, calciatore inglese (n. 1909)
- 8 maggio - Theodore Sturgeon, autore di fantascienza statunitense (n. 1918)
- 8 maggio - Giovanni Zucchi, calciatore italiano (n. 1904)
- 9 maggio - Aksel Airo, generale e politico finlandese (n. 1898)
- 9 maggio - Ivan Gălăbov, allenatore di pallacanestro bulgaro (n. 1930)
- 9 maggio - Svea Norén, pattinatrice artistica su ghiaccio svedese (n. 1895)
- 9 maggio - Edmond O'Brien, attore statunitense (n. 1915)
- 9 maggio - Adriaan Paulen, dirigente sportivo e mezzofondista olandese (n. 1902)
- 10 maggio - Tahar Ben Ammar, politico tunisino (n. 1889)
- 10 maggio - Toni Branca, pilota automobilistico svizzero (n. 1916)
- 10 maggio - Theo Clausen, allenatore di pallacanestro e dirigente sportivo tedesco (n. 1911)
- 10 maggio - Giulio Morelli, regista e sceneggiatore italiano (n. 1915)
- 10 maggio - Pietro Nuvolone, giurista italiano (n. 1917)
- 10 maggio - Florizel von Reuter, violinista e insegnante statunitense (n. 1890)
- 10 maggio - Abd al-Muhsin bin Abd al-Aziz Al Sa'ud, principe, politico e poeta saudita (n. 1925)
- 11 maggio - Bud Engdahl, cestista statunitense (n. 1918)
- 11 maggio - Chester Gould, fumettista statunitense (n. 1900)
- 12 maggio - Jean Dubuffet, pittore, scultore e scrittore francese (n. 1901)
- 13 maggio - Selma Diamond, attrice e scrittrice canadese (n. 1920)
- 13 maggio - Revaz Dogonadze, chimico sovietico (n. 1931)
- 13 maggio - Bill Harvell, pistard britannico (n. 1907)
- 13 maggio - Leatrice Joy, attrice statunitense (n. 1893)
- 13 maggio - Aleksandr Aleksandrovič Mikulin, ingegnere aeronautico sovietico (n. 1895)
- 13 maggio - Silvio Zavatti, esploratore, politico e antropologo italiano (n. 1917)
- 14 maggio - Giuseppe Guerreschi, pittore italiano (n. 1929)
- 14 maggio - Ladislav Ženíšek, allenatore di calcio e calciatore cecoslovacco (n. 1904)
- 15 maggio - Jackie Curtis, attrice, poetessa e commediografa statunitense (n. 1947)
- 15 maggio - Renato Olmi, calciatore italiano (n. 1914)
- 15 maggio - Emerson Spencer, velocista e ostacolista statunitense (n. 1906)
- 15 maggio - Giuseppe Tonello, calciatore e allenatore di calcio italiano (n. 1916)
- 15 maggio - Gigliola Valandro, politica italiana (n. 1909)
- 16 maggio - Edgard De Caluwé, ciclista su strada belga (n. 1913)
- 16 maggio - Margaret Hamilton, attrice statunitense (n. 1902)
- 17 maggio - Abe Burrows, librettista, commediografo e produttore televisivo statunitense (n. 1910)
- 17 maggio - Eugen Dollmann, militare, diplomatico e agente segreto tedesco (n. 1900)
- 17 maggio - Eso Peluzzi, pittore italiano (n. 1894)
- 18 maggio - Harald Andersson, discobolo svedese (n. 1907)
- 18 maggio - Hedley Bull, politologo australiano (n. 1932)
- 18 maggio - Rodolfo Lombardi, direttore della fotografia italiano (n. 1908)
- 18 maggio - Penn Nouth, politico cambogiano (n. 1906)
- 18 maggio - Hermann Schridde, cavaliere tedesco (n. 1937)
- 18 maggio - Franciszek Szymura, pugile e cestista polacco (n. 1912)
- 18 maggio - Win Wilfong, cestista statunitense (n. 1933)
- 19 maggio - Toni Lander, ballerina danese (n. 1931)
- 19 maggio - John Martin, critico musicale e critico d'arte statunitense (n. 1893)
- 19 maggio - Primitivo Martínez, cestista filippino (n. 1912)
- 19 maggio - Alfredo Mayo, attore spagnolo (n. 1911)
- 19 maggio - Bruno Molajoli, storico dell'arte e museologo italiano (n. 1905)
- 19 maggio - Víctor Rodríguez Andrade, calciatore uruguaiano (n. 1927)
- 19 maggio - Tapio Wirkkala, designer e scultore finlandese (n. 1915)
- 20 maggio - Giulio Crosti, giornalista e scrittore italiano (n. 1907)
- 20 maggio - Franco Fornari, psicoanalista e medico italiano (n. 1921)
- 20 maggio - George Memmoli, attore statunitense (n. 1938)
- 20 maggio - Eduardo Ortiz de Landázuri, medico e docente spagnolo (n. 1910)
- 20 maggio - Stefano Zaino, partigiano italiano (n. 1905)
- 22 maggio - Karl-Adolf Hollidt, generale e criminale di guerra tedesco (n. 1891)
- 22 maggio - Alister Hardy, biologo inglese (n. 1896)
- 22 maggio - Gian Mario Pollero, pittore italiano (n. 1911)
- 22 maggio - Wolfgang Reitherman, animatore, regista e produttore cinematografico tedesco (n. 1909)
- 22 maggio - Gábor von Vaszary, scrittore e sceneggiatore ungherese (n. 1897)
- 23 maggio - Francis Makarskis, calciatore lettone (n. 1909)
- 24 maggio - Romano Gazzera, pittore italiano (n. 1906)
- 24 maggio - Andy MacDonald, allenatore di football americano statunitense (n. 1930)
- 24 maggio - Natale Masera, allenatore di calcio e calciatore italiano (n. 1910)
- 24 maggio - Natalio Perinetti, calciatore argentino (n. 1900)
- 24 maggio - Paolo Rossi, giurista e politico italiano (n. 1900)
- 25 maggio - Robert Bradford Fox, antropologo e archeologo statunitense (n. 1918)
- 25 maggio - Henry Hunter, attore statunitense (n. 1907)
- 25 maggio - Robert Nathan, scrittore e poeta statunitense (n. 1894)
- 25 maggio - Aldo Neppi Modona, archeologo italiano (n. 1895)
- 25 maggio - Giuseppe Sessa, cestista, rugbista a 15 e calciatore italiano (n. 1895)
- 27 maggio - Archie Stark, calciatore statunitense (n. 1897)
- 28 maggio - Georges Devereux, antropologo e psicoanalista ungherese (n. 1908)
- 28 maggio - Juan Estrada, calciatore argentino (n. 1912)
- 28 maggio - Mafalda Pavia, pediatra e scrittrice italiana (n. 1902)
- 28 maggio - Loren Ryder, effettista statunitense (n. 1900)
- 29 maggio - Alberto Aquarone, storico italiano (n. 1930)
- 29 maggio - Piero Drisaldi, hockeista su pista italiano (n. 1904)
- 29 maggio - Gunnar Nielsen, atleta danese (n. 1928)
- 29 maggio - Heinrich Northe, diplomatico tedesco (n. 1908)
- 29 maggio - Mario Revelli di Beaumont, designer e pilota motociclistico italiano (n. 1907)
- 29 maggio - David Rokeah, poeta israeliano (n. 1916)
- 29 maggio - Sam Stoller, velocista e lunghista statunitense (n. 1915)
- 30 maggio - George K. Arthur, attore e comico britannico (n. 1899)
- 30 maggio - Vittorio Bardini, politico e partigiano italiano (n. 1903)
- 30 maggio - Roberto Costa, partigiano, giornalista e scrittore italiano (n. 1920)
- 30 maggio - Gustav Jaenecke, hockeista su ghiaccio e tennista tedesco (n. 1908)
- 30 maggio - Gianni Mantero, ingegnere, architetto e incisore italiano (n. 1897)
- 31 maggio - Angelo Azzimonti, calciatore e allenatore di calcio italiano (n. 1909)
- 31 maggio - Federico Regoli, fantino italiano
- 31 maggio - Louis Robert, storico e epigrafista francese (n. 1904)
- 31 maggio - Gaston Rébuffat, alpinista francese (n. 1921)
- 31 maggio - Marcel Vignoli, calciatore francese (n. 1898)
- 31 maggio - Rein de Waal, hockeista su prato olandese (n. 1904)

## Giugno(79)
- 1º giugno - Ines Alfani Tellini, soprano e regista italiana (n. 1896)
- 1º giugno - Richard Greene, attore inglese (n. 1918)
- 1º giugno - Francesco Vida, scialpinista, sciatore di pattuglia militare e dirigente sportivo italiano (n. 1903)
- 2 giugno - Gilberto Elsa, nuotatore italiano (n. 1938)
- 2 giugno - Armando Renzi, compositore, pianista e direttore d'orchestra italiano (n. 1915)
- 2 giugno - Vladimir Voronov, attore sovietico (n. 1890)
- 3 giugno - Giuseppe Castruccio, calciatore, diplomatico e militare italiano (n. 1887)
- 3 giugno - Giuseppe Maffioli, autore televisivo, attore e gastronomo italiano (n. 1925)
- 3 giugno - Sean Sullivan, attore canadese (n. 1921)
- 3 giugno - Don Wheldon, hockeista su ghiaccio statunitense (n. 1954)
- 3 giugno - Antonio Zancanaro, hockeista su pista, pittore e incisore italiano (n. 1906)
- 4 giugno - Luigi Rossari, ingegnere e dirigente d'azienda italiano (n. 1903)
- 4 giugno - Gleb Struve, scrittore, saggista e critico letterario russo (n. 1898)
- 5 giugno - Johanna Wolf, funzionaria tedesca (n. 1900)
- 6 giugno - Willy Bocklant, ciclista su strada belga (n. 1941)
- 6 giugno - Nadia Campana, poetessa, traduttrice e saggista italiana (n. 1954)
- 6 giugno - Pio Chiaruttini, inventore e imprenditore italiano (n. 1901)
- 6 giugno - Vladimir Jankélévitch, filosofo e musicologo francese (n. 1903)
- 6 giugno - Leonard Lake, serial killer statunitense (n. 1945)
- 7 giugno - Rudolf Burkert, sciatore nordico cecoslovacco (n. 1904)
- 7 giugno - Georgia Hale, attrice statunitense (n. 1905)
- 8 giugno - Charles LeMaire, costumista statunitense (n. 1897)
- 8 giugno - José Maria Zabalza, regista e sceneggiatore spagnolo (n. 1928)
- 8 giugno - Ayşe Afet İnan, antropologa e storica turca (n. 1908)
- 9 giugno - Fritz Keller, calciatore francese (n. 1913)
- 9 giugno - Ronnie Rooke, calciatore e allenatore di calcio inglese (n. 1911)
- 9 giugno - Norberto Sopranzi, saggista, drammaturgo e scrittore italiano (n. 1904)
- 10 giugno - George Chandler, attore statunitense (n. 1898)
- 10 giugno - Libero Della Briotta, politico italiano (n. 1925)
- 10 giugno - Gurli Ewerlund, nuotatrice svedese (n. 1902)
- 10 giugno - Heinrich Gley, militare tedesco (n. 1901)
- 11 giugno - Mario Andreis, politico e antifascista italiano (n. 1907)
- 11 giugno - Pierre Tal-Coat, pittore francese (n. 1905)
- 11 giugno - James Moynagh, vescovo cattolico e missionario irlandese (n. 1903)
- 11 giugno - Augusto Murer, scultore, pittore e partigiano italiano (n. 1922)
- 11 giugno - Karen Ann Quinlan, statunitense (n. 1954)
- 11 giugno - Pedro Regueiro, calciatore spagnolo (n. 1909)
- 12 giugno - Alessandro Ferdinando di Prussia, principe prussiano (n. 1912)
- 12 giugno - Dino Barsotti, canottiere italiano (n. 1903)
- 12 giugno - Dominique Laffin, attrice francese (n. 1952)
- 12 giugno - Helmuth Plessner, filosofo e sociologo tedesco (n. 1892)
- 13 giugno - Hans-Heinrich Reckeweg, medico tedesco (n. 1905)
- 14 giugno - Irene Delroy, attrice statunitense (n. 1900)
- 15 giugno - Georges Bonello, calciatore francese (n. 1898)
- 15 giugno - Yūichi Inoue, pittore giapponese (n. 1916)
- 15 giugno - Andy Stanfield, velocista statunitense (n. 1927)
- 16 giugno - Yoʻldosh Aʼzamov, attore, regista e drammaturgo sovietico (n. 1909)
- 16 giugno - Aleksandr Isaakovič Kitajgorodskij, fisico sovietico (n. 1914)
- 17 giugno - John e Roy Boulting, regista, sceneggiatore e produttore cinematografico inglese (n. 1913)
- 17 giugno - Federico Curiel, regista, sceneggiatore e attore messicano (n. 1917)
- 17 giugno - Kirill Semënovič Moskalenko, generale e politico sovietico (n. 1902)
- 18 giugno - Giulio Cerreti, sindacalista, politico e giornalista italiano (n. 1903)
- 18 giugno - Paul Colin, pubblicitario francese (n. 1892)
- 19 giugno - Ilka Gedő, pittrice e disegnatrice ungherese (n. 1921)
- 20 giugno - Dragomir Tošić, calciatore jugoslavo (n. 1911)
- 21 giugno - Ettore Boiardi, imprenditore italiano (n. 1897)
- 21 giugno - Errico D'Amico, politico italiano (n. 1911)
- 21 giugno - Tage Erlander, politico svedese (n. 1901)
- 22 giugno - Guido Ceccherini, politico, partigiano e arbitro di calcio italiano (n. 1906)
- 22 giugno - Marino Piazzolla, poeta e scrittore italiano (n. 1910)
- 22 giugno - Piero Tellini, sceneggiatore e regista italiano (n. 1917)
- 22 giugno - Patricia Ward, tennista britannica (n. 1929)
- 22 giugno - Günter Wyszecki, fisico tedesco (n. 1925)
- 23 giugno - Cecil Isbell, giocatore di football americano e allenatore di football americano statunitense (n. 1915)
- 23 giugno - Leonid Rumjancev, calciatore sovietico (n. 1916)
- 23 giugno - Angelo Tomelleri, politico italiano (n. 1924)
- 25 giugno - Vincenzo Lucertini, generale e aviatore italiano (n. 1914)
- 25 giugno - Luciano Rufino, sindacalista e politico italiano (n. 1926)
- 25 giugno - Renato Ziaco, medico, sportivo e scrittore italiano (n. 1927)
- 26 giugno - Frank Dancewicz, giocatore di football americano statunitense (n. 1924)
- 27 giugno - Elias Sarkis, politico libanese (n. 1924)
- 27 giugno - Dino Tasselli, calciatore italiano (n. 1910)
- 28 giugno - James Craig, attore statunitense (n. 1912)
- 28 giugno - Vittorio Ghirlanda, calciatore italiano (n. 1919)
- 28 giugno - Mischa Spoliansky, compositore russo (n. 1898)
- 29 giugno - Andrzej Kijowski, scrittore e critico letterario polacco (n. 1928)
- 30 giugno - Angelo Bellato, politico italiano (n. 1900)
- 30 giugno - Max-Josef Pemsel, generale tedesco (n. 1897)
- 30 giugno - Haruo Remeliik, politico palauano (n. 1933)

## Luglio(87)
- 1º luglio - Pauli Murray, attivista e avvocata statunitense (n. 1910)
- 2 luglio - David Purley, pilota automobilistico britannico (n. 1945)
- 3 luglio - Nelson Leigh, attore statunitense (n. 1905)
- 3 luglio - Curzio Massart, anatomista italiano (n. 1907)
- 3 luglio - Wawrzyniec Staliński, calciatore polacco (n. 1899)
- 3 luglio - Erik Ågren, pugile svedese (n. 1916)
- 4 luglio - Haakon Chevalier, scrittore e traduttore statunitense (n. 1901)
- 4 luglio - Jan de Quay, politico olandese (n. 1901)
- 4 luglio - Willem Visser 't Hooft, partigiano e teologo olandese (n. 1900)
- 5 luglio - Paolo Borciani, violinista italiano (n. 1922)
- 5 luglio - Marion Byron, attrice statunitense (n. 1911)
- 5 luglio - Paulino Uzcudun, pugile spagnolo (n. 1899)
- 5 luglio - Mario Vušković, calciatore jugoslavo (n. 1953)
- 7 luglio - Fernando Tropea, montatore italiano (n. 1905)
- 8 luglio - Wim Addicks, calciatore olandese (n. 1896)
- 8 luglio - Pierino Ferioli, ciclista su strada italiano (n. 1905)
- 8 luglio - Frank Hampson, illustratore e fumettista britannico (n. 1918)
- 8 luglio - Simon Kuznets, economista russo (n. 1901)
- 8 luglio - Jean-Paul Le Chanois, regista e sceneggiatore francese (n. 1909)
- 8 luglio - Victor Rendina, attore statunitense (n. 1916)
- 9 luglio - Carlotta di Lussemburgo, nobile (n. 1896)
- 9 luglio - Margaret Molesworth, tennista australiana (n. 1894)
- 10 luglio - Fernando Pereira, fotografo portoghese (n. 1950)
- 10 luglio - Zenon Stefaniuk, pugile polacco (n. 1930)
- 11 luglio - José María López Lledín, avventuriero spagnolo (n. 1899)
- 11 luglio - Elia Rossi Passavanti, militare, politico e magistrato italiano (n. 1896)
- 11 luglio - Georges Verriest, calciatore francese (n. 1909)
- 12 luglio - Guadalupe Sánchez, generale messicano (n. 1890)
- 13 luglio - Jimmy Baldwin, allenatore di calcio e calciatore inglese (n. 1922)
- 13 luglio - Charles K. Bliss, ingegnere chimico e semiologo ucraino (n. 1897)
- 13 luglio - Claudio Cassinelli, attore italiano (n. 1938)
- 13 luglio - Federico Norcia, scacchista italiano (n. 1904)
- 14 luglio - Nella Nobili, poetessa italiana (n. 1926)
- 15 luglio - Diego Giacometti, scultore e disegnatore svizzero (n. 1902)
- 15 luglio - Giovanni Moscardini, calciatore scozzese (n. 1897)
- 16 luglio - Heinrich Böll, scrittore tedesco (n. 1917)
- 16 luglio - Kurt von Fritz, filologo classico tedesco (n. 1900)
- 16 luglio - Robert Siohan, compositore e direttore d'orchestra francese (n. 1894)
- 17 luglio - Stefano Giovannone, militare e agente segreto italiano (n. 1921)
- 17 luglio - Susanne K. Langer, filosofa statunitense (n. 1895)
- 17 luglio - Margo, attrice e ballerina messicana (n. 1917)
- 17 luglio - Wynn Stewart, cantante statunitense (n. 1934)
- 17 luglio - Piero Vinci, diplomatico italiano (n. 1912)
- 18 luglio - Eude Cicerone, politico italiano (n. 1911)
- 18 luglio - Vicente Saldívar, pugile messicano (n. 1943)
- 18 luglio - Stefano Schiapparelli, partigiano e antifascista italiano (n. 1901)
- 18 luglio - Karl Schott, calciatore austriaco (n. 1906)
- 18 luglio - Isabella Alfonsa di Borbone-Due Sicilie, principessa spagnola (n. 1904)
- 19 luglio - Giuseppe De André, dirigente d'azienda e imprenditore italiano (n. 1912)
- 19 luglio - Ugo Fontana, illustratore italiano (n. 1921)
- 19 luglio - Leonida Repaci, scrittore, saggista e poeta italiano (n. 1898)
- 20 luglio - Bruno de Finetti, matematico e statistico italiano (n. 1906)
- 20 luglio - Estelle Evans, attrice bahamense (n. 1906)
- 20 luglio - Athos Valsecchi, politico italiano (n. 1919)
- 20 luglio - Peter Glob, archeologo danese (n. 1911)
- 21 luglio - Alvah Bessie, scrittore e sceneggiatore statunitense (n. 1904)
- 21 luglio - Victor Hammer, imprenditore statunitense (n. 1901)
- 21 luglio - Erich Koschik, canoista tedesco (n. 1913)
- 21 luglio - Ulla-Britt Söderlund, costumista svedese (n. 1943)
- 22 luglio - Sebastiano Fraghì, arcivescovo cattolico italiano (n. 1903)
- 22 luglio - Matti Järvinen, giavellottista finlandese (n. 1909)
- 22 luglio - Pietro Laveglia, editore italiano (n. 1906)
- 22 luglio - Giuseppe Liuzzi, calciatore italiano (n. 1899)
- 23 luglio - Giovanni Fallani, arcivescovo cattolico italiano (n. 1910)
- 23 luglio - Alphonse Feyder, calciatore lussemburghese (n. 1916)
- 23 luglio - Kay Kyser, musicista statunitense (n. 1905)
- 23 luglio - Mickey Shaughnessy, attore statunitense (n. 1920)
- 24 luglio - José Bódalo, attore spagnolo (n. 1916)
- 24 luglio - Riccardo Gefter Wondrich, avvocato e politico italiano (n. 1901)
- 24 luglio - Alice D.G. Miller, sceneggiatrice statunitense (n. 1894)
- 24 luglio - Ezechiele Ramin, presbitero e religioso italiano (n. 1953)
- 24 luglio - Antonio Salvarezza, tenore italiano (n. 1902)
- 25 luglio - Grant Williams, attore statunitense (n. 1931)
- 25 luglio - Thomas F. Williams, aviatore canadese (n. 1885)
- 26 luglio - Božo Broketa, calciatore jugoslavo (n. 1921)
- 26 luglio - Harold Lang, ballerino, attore teatrale e insegnante statunitense (n. 1920)
- 26 luglio - Ann May, attrice statunitense (n. 1899)
- 26 luglio - Fredy Perlman, scrittore e editore ceco (n. 1934)
- 26 luglio - Walter Richter, attore tedesco (n. 1905)
- 28 luglio - Michel Audiard, sceneggiatore e regista francese (n. 1920)
- 28 luglio - Lorenzo Ghiselli, pilota motociclistico italiano (n. 1953)
- 28 luglio - Beppe Montana, poliziotto italiano (n. 1951)
- 29 luglio - Renato Scionti, politico, partigiano e docente italiano (n. 1909)
- 30 luglio - Julia Robinson, matematica statunitense (n. 1919)
- 30 luglio - Puccio Roelens, pianista, arrangiatore e direttore d'orchestra italiano (n. 1919)
- 31 luglio - Giulia Guarino, architetto italiano (n. 1897)
- 31 luglio - Germaine Krull, fotografa tedesca (n. 1897)

## Agosto(105)
- 1º agosto - Alois Carigiet, pittore, disegnatore e scrittore svizzero (n. 1902)
- 1º agosto - Helene Engelmann, pattinatrice artistica su ghiaccio austriaca (n. 1898)
- 1º agosto - Rodolfo Mayer, attore brasiliano (n. 1910)
- 1º agosto - Manuel Meana, calciatore spagnolo (n. 1901)
- 1º agosto - Jules Moch, politico, partigiano e ingegnere francese (n. 1893)
- 1º agosto - Fernando Previtali, direttore d'orchestra e compositore italiano (n. 1907)
- 1º agosto - Joseph Walker, direttore della fotografia statunitense (n. 1892)
- 2 agosto - Frank Faylen, attore statunitense (n. 1905)
- 2 agosto - Bob Holt, attore e doppiatore statunitense (n. 1928)
- 2 agosto - João Pereira Venâncio, vescovo cattolico portoghese (n. 1904)
- 3 agosto - Arduino Cerutti, politico e avvocato italiano (n. 1897)
- 3 agosto - Ludwig Jetzinger, calciatore austriaco (n. 1892)
- 3 agosto - Ennio Neri, compositore e poeta italiano (n. 1891)
- 3 agosto - Giuseppe Raimondi, scrittore italiano (n. 1898)
- 4 agosto - Leonid Aleksandrovič Antonov, regista cinematografico sovietico (n. 1909)
- 4 agosto - Adolph Braeckeveldt, ciclista su strada belga (n. 1912)
- 5 agosto - Vincenzo Zangara, giurista e politico italiano (n. 1902)
- 6 agosto - Roberto Antiochia, poliziotto italiano (n. 1962)
- 6 agosto - Ugo Bonafini, politico italiano (n. 1912)
- 6 agosto - Forbes Burnham, politico guyanese (n. 1923)
- 6 agosto - Ninni Cassarà, poliziotto italiano (n. 1947)
- 6 agosto - Iolanda Crimi, partigiana italiana (n. 1901)
- 6 agosto - Karl Diebitsch, artista e militare tedesco (n. 1899)
- 6 agosto - Eugenio Gara, giornalista, scrittore e critico musicale italiano (n. 1888)
- 6 agosto - John Harmon, attore statunitense (n. 1905)
- 6 agosto - Enrico Ruberti, canottiere italiano (n. 1914)
- 7 agosto - Grayson Hall, attrice statunitense (n. 1922)
- 7 agosto - Juan Nelson, giocatore di polo argentino (n. 1891)
- 7 agosto - Gábor Szegő, matematico ungherese (n. 1895)
- 8 agosto - Louise Brooks, attrice, ballerina e showgirl statunitense (n. 1906)
- 8 agosto - Alfredo De Marsico, avvocato, giurista e politico italiano (n. 1888)
- 8 agosto - Milton H. Greene, fotografo e produttore cinematografico statunitense (n. 1922)
- 8 agosto - Volrico Travaglini, economista italiano (n. 1894)
- 8 agosto - Gennaro Vitiello, regista teatrale e attore teatrale italiano (n. 1929)
- 8 agosto - Leo Weisgerber, linguista tedesco (n. 1899)
- 9 agosto - Horst Gentzen, attore e doppiatore tedesco (n. 1930)
- 9 agosto - Fred Åkerström, cantante svedese (n. 1937)
- 10 agosto - Liliana Grassi, architetta e storica dell'architettura italiana (n. 1923)
- 10 agosto - Isabella Riva, attrice italiana (n. 1890)
- 11 agosto - János Drapál, pilota motociclistico ungherese (n. 1948)
- 11 agosto - Josef Fath, calciatore tedesco (n. 1911)
- 11 agosto - Luigi Ganelli, allenatore di calcio e calciatore italiano (n. 1920)
- 11 agosto - Willem Johan van Bloomestein, ingegnere olandese (n. 1905)
- 12 agosto - Aldo Crudo, scrittore e sceneggiatore italiano (n. 1915)
- 12 agosto - Folke Fridell, scrittore svedese (n. 1904)
- 12 agosto - Antonio Innocenti, calciatore italiano (n. 1922)
- 12 agosto - Pasquale Prunas, giornalista, grafico e regista italiano (n. 1924)
- 12 agosto - Kyū Sakamoto, cantante, compositore e attore giapponese (n. 1941)
- 12 agosto - Manfred Winkelhock, pilota automobilistico tedesco (n. 1951)
- 13 agosto - Shiva Naipaul, scrittore trinidadiano (n. 1945)
- 13 agosto - Marion Martin, attrice statunitense (n. 1909)
- 14 agosto - Manuel Armangué, pallanuotista spagnolo (n. 1901)
- 14 agosto - Marie Bell, attrice francese (n. 1900)
- 14 agosto - Sergio Galeotti, architetto e stilista italiano (n. 1945)
- 14 agosto - Alfred Hayes, sceneggiatore, scrittore e poeta britannico (n. 1911)
- 14 agosto - Lina Heydrich, tedesca (n. 1911)
- 14 agosto - Andrea Preus, calciatore italiano (n. 1898)
- 14 agosto - Gale Sondergaard, attrice statunitense (n. 1899)
- 16 agosto - Horst Klauck, calciatore tedesco (n. 1931)
- 16 agosto - Mario Majoni, pallanuotista e allenatore di pallanuoto italiano (n. 1910)
- 16 agosto - Anton Ploderer, calciatore e allenatore di calcio austriaco (n. 1924)
- 16 agosto - Géza Toldi, calciatore e allenatore di calcio ungherese (n. 1909)
- 17 agosto - Gaspare Ambrosini, politico, magistrato e costituzionalista italiano (n. 1886)
- 17 agosto - Carlo Giorda, alpinista italiano (n. 1946)
- 18 agosto - Mario Longo Dorni, vescovo cattolico italiano (n. 1907)
- 18 agosto - Josip Primožic, ginnasta jugoslavo (n. 1900)
- 19 agosto - Käte Oswald, attrice tedesca (n. 1890)
- 20 agosto - Donald Olding Hebb, psicologo canadese (n. 1904)
- 20 agosto - Kenneth Kennedy, pattinatore di velocità su ghiaccio, hockeista su ghiaccio e dirigente sportivo australiano (n. 1913)
- 21 agosto - Sverre Berglie, calciatore norvegese (n. 1910)
- 22 agosto - Aleksandra Chochlova, attrice sovietica (n. 1897)
- 22 agosto - Charles Gibson, storico e etnologo statunitense (n. 1920)
- 22 agosto - Cesare Marchia, politico italiano (n. 1905)
- 22 agosto - Gisa Radicchi Levi, montatrice italiana (n. 1905)
- 23 agosto - Luigia Barin, politica italiana (n. 1935)
- 23 agosto - Marília Branco, attrice brasiliana (n. 1942)
- 23 agosto - Feitiço, calciatore brasiliano (n. 1901)
- 23 agosto - Joseph Novales, ciclista su strada spagnolo (n. 1937)
- 23 agosto - Edoardo Palombi, generale e prefetto italiano (n. 1916)
- 23 agosto - Gaetano Sardiello, politico e avvocato italiano (n. 1890)
- 24 agosto - Paul Creston, compositore e pianista statunitense (n. 1906)
- 24 agosto - Morrie Ryskind, drammaturgo, paroliere e sceneggiatore statunitense (n. 1895)
- 25 agosto - Eugenio Dellacasa, calciatore e pallanuotista italiano (n. 1901)
- 25 agosto - Jee Yong-ju, pugile sudcoreano (n. 1948)
- 25 agosto - Samantha Smith, attivista e attrice statunitense (n. 1972)
- 25 agosto - Pino Zac, fumettista, regista e animatore italiano (n. 1930)
- 26 agosto - Ramón Ernesto Cruz Uclés, politico honduregno (n. 1903)
- 26 agosto - Åke Fridell, attore svedese (n. 1919)
- 26 agosto - Domenico Rosati, allenatore di calcio e calciatore italiano (n. 1929)
- 27 agosto - John Albrechtson, velista svedese (n. 1936)
- 28 agosto - Ruth Gordon, attrice, commediografa e sceneggiatrice statunitense (n. 1896)
- 28 agosto - Iván Marino Ospina, militare colombiano (n. 1940)
- 28 agosto - Miguel Otero Silva, poeta venezuelano (n. 1908)
- 29 agosto - Evelyn Ankers, attrice statunitense (n. 1918)
- 29 agosto - Patrick Barr, attore britannico (n. 1908)
- 29 agosto - Marcello Fraulini, scrittore italiano (n. 1905)
- 29 agosto - Leo Freisinger, pattinatore di velocità su ghiaccio statunitense (n. 1916)
- 29 agosto - Nicola Monfredi, politico e avvocato italiano (n. 1946)
- 29 agosto - Michel Pécheux, schermidore francese (n. 1911)
- 29 agosto - Aaron Marc Stein, scrittore statunitense (n. 1906)
- 30 agosto - Paul Bryar, attore statunitense (n. 1910)
- 30 agosto - Taylor Caldwell, scrittrice britannica (n. 1900)
- 30 agosto - Philly Joe Jones, batterista statunitense (n. 1923)
- 30 agosto - Tatiana Proskouriakoff, archeologa statunitense (n. 1909)
- 31 agosto - Frank Macfarlane Burnet, immunologo australiano (n. 1899)

## Settembre(112)
- 1º settembre - Stefan Bellof, pilota automobilistico tedesco (n. 1957)
- 1º settembre - Saunders Lewis, poeta, storico e politico gallese (n. 1893)
- 2 settembre - Anna Banti, scrittrice italiana (n. 1895)
- 2 settembre - Gonzalo Güell, avvocato, politico e diplomatico cubano (n. 1895)
- 2 settembre - Bob Kinney, cestista statunitense (n. 1920)
- 2 settembre - Abe Lenstra, calciatore e allenatore di calcio olandese (n. 1920)
- 2 settembre - Rafael Ramos Pérez, ciclista su strada spagnolo (n. 1911)
- 2 settembre - Jay Youngblood, wrestler statunitense (n. 1955)
- 2 settembre - Alex Stevenson, calciatore irlandese (n. 1912)
- 2 settembre - Amos Zanibelli, politico italiano (n. 1925)
- 3 settembre - Jo Jones, batterista statunitense (n. 1911)
- 3 settembre - Dragan Mance, calciatore serbo (n. 1962)
- 3 settembre - Johnny Marks, compositore e paroliere statunitense (n. 1907)
- 4 settembre - Isabel Jeans, attrice inglese (n. 1891)
- 4 settembre - Yvonne Jourjon, paracadutista e aviatrice francese (n. 1899)
- 4 settembre - Costanzo Micci, vescovo cattolico italiano (n. 1918)
- 4 settembre - George O'Brien, attore statunitense (n. 1899)
- 4 settembre - Vasyl' Stus, poeta e attivista ucraino (n. 1938)
- 5 settembre - Gerald Dreyer, pugile sudafricano (n. 1929)
- 5 settembre - Philip M. Morse, fisico statunitense (n. 1903)
- 5 settembre - Mieczysław Mümler, aviatore e militare polacco (n. 1899)
- 5 settembre - Antonino Spinelli, chirurgo e politico italiano (n. 1901)
- 6 settembre - Turi Cariola, poeta italiano (n. 1911)
- 6 settembre - Jane Frazee, attrice statunitense (n. 1915)
- 7 settembre - Franco Ferrara, direttore d'orchestra e compositore italiano (n. 1911)
- 7 settembre - Piera Gatteschi Fondelli, generale italiana (n. 1902)
- 7 settembre - Frank Kinard, giocatore di football americano statunitense (n. 1914)
- 7 settembre - George Polya, matematico ungherese (n. 1887)
- 7 settembre - Rodney Robert Porter, biochimico inglese (n. 1917)
- 7 settembre - Finn Seemann, calciatore norvegese (n. 1944)
- 8 settembre - John Franklin Enders, biologo, batteriologo e virologo statunitense (n. 1897)
- 8 settembre - Ana Mendieta, artista cubana (n. 1948)
- 8 settembre - Francesco Rogadeo, ammiraglio italiano (n. 1892)
- 9 settembre - Alfredo Capitani, scenografo, pubblicitario e pittore italiano (n. 1895)
- 9 settembre - Neil Davis, fotoreporter australiano (n. 1934)
- 9 settembre - Paul Flory, chimico statunitense (n. 1910)
- 9 settembre - Ernesto Ganelli, ingegnere italiano (n. 1901)
- 9 settembre - Antonino Votto, direttore d'orchestra e pianista italiano (n. 1896)
- 10 settembre - Ettore Maria Fizzarotti, regista italiano (n. 1916)
- 10 settembre - Alexa Kenin, attrice statunitense (n. 1962)
- 10 settembre - Ernst Öpik, astronomo e astrofisico estone (n. 1893)
- 10 settembre - Ivanoe Sacchetti, calciatore italiano (n. 1921)
- 10 settembre - Jock Stein, calciatore e allenatore di calcio scozzese (n. 1922)
- 11 settembre - William Alwyn, compositore, direttore d'orchestra e docente britannico (n. 1905)
- 11 settembre - Eleanor Dark, scrittrice australiana (n. 1901)
- 12 settembre - Erminio Bullio, imprenditore italiano (n. 1905)
- 12 settembre - Leon Suryn, militare e aviatore polacco (n. 1908)
- 13 settembre - Eedson Burns, generale canadese (n. 1897)
- 13 settembre - Bernardo D'Arezzo, politico italiano (n. 1922)
- 13 settembre - Odhise Paskali, scultore albanese (n. 1903)
- 13 settembre - Augusto Hamann Rademaker Grünewald, ammiraglio e politico brasiliano (n. 1905)
- 13 settembre - Dane Rudhyar, astrologo e compositore francese (n. 1895)
- 13 settembre - Antonio Giuseppe Santagata, pittore e scultore italiano (n. 1888)
- 13 settembre - Muriel Smith, mezzosoprano e attrice statunitense (n. 1923)
- 14 settembre - Julian Beck, attore, regista teatrale e poeta statunitense (n. 1925)
- 14 settembre - John Caldwell Holt, ingegnere, scrittore e pedagogista statunitense (n. 1923)
- 14 settembre - Giuseppe Stammati, educatore e saggista italiano (n. 1916)
- 15 settembre - Wolfgang Abendroth, politologo e giurista tedesco (n. 1906)
- 15 settembre - Bruno Banducci, giocatore di football americano italiano (n. 1921)
- 15 settembre - Cootie Williams, trombettista e cantante statunitense (n. 1911)
- 16 settembre - Giovanni Fortin, presbitero italiano (n. 1909)
- 16 settembre - Dezső Zádor, pianista, organista e direttore d'orchestra ungherese (n. 1912)
- 17 settembre - Laura Ashley, stilista, designer e imprenditrice britannica (n. 1925)
- 17 settembre - Carmen Barth, pugile statunitense (n. 1912)
- 17 settembre - Petter Ravn, calciatore norvegese (n. 1908)
- 17 settembre - Trương Thanh Đăng, artista marziale vietnamita (n. 1894)
- 18 settembre - Ed Don George, wrestler e lottatore statunitense (n. 1905)
- 18 settembre - Gerald Holtom, disegnatore e pacifista britannico (n. 1914)
- 18 settembre - Don Otten, cestista statunitense (n. 1921)
- 18 settembre - Vincenzo Passarelli, ingegnere italiano (n. 1904)
- 19 settembre - Giuseppe Arnoldi, calciatore italiano (n. 1908)
- 19 settembre - Italo Calvino, scrittore e paroliere italiano (n. 1923)
- 19 settembre - Emila Medková, fotografa cecoslovacca (n. 1928)
- 20 settembre - Taizō Kawamoto, allenatore di calcio e calciatore giapponese (n. 1914)
- 20 settembre - Ernest Nagel, filosofo statunitense (n. 1901)
- 20 settembre - Guido Secreto, politico italiano (n. 1895)
- 20 settembre - Lotario Vecchi, editore e fumettista italiano (n. 1888)
- 21 settembre - Romain Baron, scrittore francese (n. 1898)
- 22 settembre - Philippe Pottier, calciatore svizzero (n. 1938)
- 22 settembre - Vincenzo Raucci, politico italiano (n. 1924)
- 22 settembre - Axel Springer, giornalista tedesco (n. 1912)
- 23 settembre - Tony Aless, pianista statunitense (n. 1921)
- 23 settembre - Stefan Dembicki, calciatore tedesco (n. 1913)
- 23 settembre - Saturno Meletti, basso-baritono italiano (n. 1906)
- 23 settembre - Giancarlo Siani, giornalista italiano (n. 1959)
- 23 settembre - Mickey Simpson, attore statunitense (n. 1913)
- 24 settembre - Giuseppe Almici, vescovo cattolico italiano (n. 1904)
- 24 settembre - Max Fishman, compositore, pianista e pedagogo moldavo (n. 1915)
- 24 settembre - Cor Kools, allenatore di calcio e calciatore olandese (n. 1907)
- 24 settembre - Ron Lewin, allenatore di calcio e calciatore inglese (n. 1920)
- 24 settembre - Paul Mann, attore canadese (n. 1913)
- 24 settembre - Alvaro Marchini, partigiano, imprenditore e gallerista italiano (n. 1916)
- 24 settembre - Antonio Poma, cardinale e arcivescovo cattolico italiano (n. 1910)
- 25 settembre - Oleksandr Pervij, sollevatore sovietico (n. 1960)
- 25 settembre - Checco Rissone, attore italiano (n. 1909)
- 26 settembre - Anton Janda, calciatore austriaco (n. 1904)
- 26 settembre - Zdenko Škreb, storico della letteratura croato (n. 1904)
- 27 settembre - Lloyd Nolan, attore statunitense (n. 1902)
- 28 settembre - L. B. Abbott, artista e effettista statunitense (n. 1908)
- 28 settembre - André Kertész, fotografo ungherese (n. 1894)
- 28 settembre - Zaki Osman, calciatore egiziano (n. 1898)
- 29 settembre - Joan Fry, tennista britannica (n. 1909)
- 29 settembre - Arthur Krams, scenografo statunitense (n. 1912)
- 29 settembre - Adelmo Mandolini, pilota motociclistico italiano (n. 1912)
- 29 settembre - Benjamin Markarian, astronomo e astrofisico armeno (n. 1913)
- 30 settembre - Herbert Bayer, artista austriaco (n. 1900)
- 30 settembre - Paul Berlenbach, pugile statunitense (n. 1901)
- 30 settembre - Floyd Crosby, direttore della fotografia statunitense (n. 1899)
- 30 settembre - Bill Fiedler, calciatore statunitense (n. 1910)
- 30 settembre - Charles Francis Richter, fisico e sismologo statunitense (n. 1900)
- 30 settembre - Simone Signoret, attrice e scrittrice francese (n. 1921)
- 30 settembre - Carlo de Ferrariis Salzano, diplomatico italiano (n. 1905)

## Ottobre(104)
- 1º ottobre - Vladimir Bron, ingegnere e compositore di scacchi sovietico (n. 1909)
- 1º ottobre - Ninian Sanderson, pilota automobilistico britannico (n. 1925)
- 1º ottobre - Giovanni Tosi, velocista e calciatore italiano (n. 1899)
- 1º ottobre - Elwyn Brooks White, scrittore statunitense (n. 1899)
- 2 ottobre - Angelo Candolini, politico italiano (n. 1928)
- 2 ottobre - Sidney Clute, attore statunitense (n. 1916)
- 2 ottobre - Rock Hudson, attore statunitense (n. 1925)
- 2 ottobre - Eric Jones, allenatore di calcio e calciatore inglese (n. 1915)
- 2 ottobre - Primo Lucchesi, politico italiano (n. 1912)
- 2 ottobre - Margaret Mahler, psicoanalista ungherese (n. 1897)
- 3 ottobre - Amos Nattini, pittore italiano (n. 1892)
- 4 ottobre - Evdokija di Bulgaria, principessa bulgara (n. 1898)
- 4 ottobre - Fred Foster, cestista statunitense (n. 1946)
- 4 ottobre - Angelo Fusco, giornalista, scrittore e regista italiano (n. 1926)
- 4 ottobre - Enzo Giudici, scrittore e critico letterario italiano (n. 1920)
- 4 ottobre - Jozef Herda, lottatore cecoslovacco (n. 1910)
- 5 ottobre - Harald Cramér, matematico e statistico svedese (n. 1893)
- 5 ottobre - Joachim Helbig, militare e aviatore tedesco (n. 1915)
- 5 ottobre - Karl Menger, matematico austriaco (n. 1902)
- 5 ottobre - Sergej Alekseevič Žarov, direttore di coro e compositore russo (n. 1886)
- 6 ottobre - Jean Astier de Villatte, militare e aviatore francese (n. 1900)
- 6 ottobre - Enrique Fernández, allenatore di calcio e calciatore uruguaiano (n. 1912)
- 6 ottobre - Jack Harkness, calciatore scozzese (n. 1907)
- 6 ottobre - Nelson Riddle, arrangiatore, direttore d'orchestra e compositore statunitense (n. 1921)
- 6 ottobre - Martha Schlamme, attrice e cantante austriaca (n. 1923)
- 6 ottobre - Karl Zischek, calciatore austriaco (n. 1910)
- 7 ottobre - Štefan Fabián, calciatore slovacco (n. 1911)
- 7 ottobre - Wolfgang Kieling, attore, cantante e doppiatore tedesco (n. 1924)
- 8 ottobre - Riccardo Bacchelli, scrittore, drammaturgo e giornalista italiano (n. 1891)
- 8 ottobre - Karel De Baere, ciclista su strada e pistard belga (n. 1925)
- 8 ottobre - Theresa Harris, attrice statunitense (n. 1906)
- 8 ottobre - Giorgio Santelli, schermidore italiano (n. 1897)
- 8 ottobre - Francesco Saverio Starrabba, principe di Giardinelli, avvocato e politico italiano (n. 1901)
- 9 ottobre - Ludo Coeck, calciatore belga (n. 1955)
- 9 ottobre - Emílio Garrastazu Médici, generale e politico brasiliano (n. 1905)
- 9 ottobre - Dar Hutchins, cestista statunitense (n. 1915)
- 10 ottobre - Yul Brynner, attore russo (n. 1920)
- 10 ottobre - Ghigo Masino, attore e comico italiano (n. 1921)
- 10 ottobre - Margaret Michaelis-Sachs, fotografa austriaca (n. 1902)
- 10 ottobre - Don Schlundt, cestista statunitense (n. 1933)
- 10 ottobre - Charles Singleton, critico letterario e italianista statunitense (n. 1909)
- 10 ottobre - Orson Welles, attore, regista e sceneggiatore statunitense (n. 1915)
- 12 ottobre - Duke Dinsmore, pilota automobilistico statunitense (n. 1913)
- 12 ottobre - Sergej Ivanovič Osipov, pittore russo (n. 1915)
- 13 ottobre - Francesca Bertini, attrice italiana (n. 1892)
- 13 ottobre - Tage Danielsson, regista, sceneggiatore e scrittore svedese (n. 1928)
- 13 ottobre - Paolo De Stefano, mafioso italiano (n. 1943)
- 13 ottobre - Pierre-Étienne Guyot, dirigente sportivo francese (n. 1906)
- 13 ottobre - Herbert Nebe, ciclista su strada tedesco (n. 1899)
- 14 ottobre - Artur Dyson, calciatore portoghese (n. 1912)
- 14 ottobre - Ėmil' Grigor'evič Gilel's, pianista sovietico (n. 1916)
- 14 ottobre - Ludwig Landen, canoista tedesco (n. 1908)
- 15 ottobre - Sandro Angiolini, fumettista italiano (n. 1920)
- 15 ottobre - Bruno Fattori, poeta italiano (n. 1891)
- 15 ottobre - Max Zaslofsky, cestista, allenatore di pallacanestro e dirigente sportivo statunitense (n. 1925)
- 17 ottobre - Omero Bonoli, ginnasta italiano (n. 1909)
- 17 ottobre - Wiktor Kemula, chimico polacco (n. 1902)
- 17 ottobre - Joseph Rosenstock, direttore d'orchestra statunitense (n. 1895)
- 18 ottobre - Stefan Askenase, pianista polacco (n. 1896)
- 18 ottobre - Luigi Meschieri, psicologo italiano (n. 1919)
- 18 ottobre - Jun Tazaki, attore giapponese (n. 1910)
- 19 ottobre - Aldo Dusi, calciatore e allenatore di calcio italiano (n. 1915)
- 19 ottobre - Lincoln LaPaz, astronomo statunitense (n. 1897)
- 19 ottobre - Runt Pullins, cestista statunitense (n. 1910)
- 20 ottobre - Guerrino Cucchi, sindacalista italiano (n. 1918)
- 20 ottobre - Knud Børge Overgaard, calciatore danese (n. 1918)
- 20 ottobre - Nils Svenningsen, diplomatico danese (n. 1894)
- 20 ottobre - Enzo Tarquinio, pittore, decoratore e restauratore italiano (n. 1911)
- 21 ottobre - Jens Lambæk, ginnasta danese (n. 1899)
- 21 ottobre - Gastone Nencioni, politico italiano (n. 1910)
- 21 ottobre - Diane Thomas, sceneggiatrice statunitense (n. 1946)
- 21 ottobre - Thomas Townsend, fisico statunitense (n. 1905)
- 21 ottobre - Dan White, politico e criminale statunitense (n. 1946)
- 22 ottobre - Anton Francesco Filippini, scrittore e poeta italiano (n. 1908)
- 22 ottobre - Stefano Satta Flores, attore, doppiatore e drammaturgo italiano (n. 1937)
- 22 ottobre - Viorica Ursuleac, soprano rumeno (n. 1894)
- 23 ottobre - Severino Bolognesi, politico italiano (n. 1895)
- 24 ottobre - László Bíró, giornalista e inventore ungherese (n. 1899)
- 24 ottobre - Wilhelm Klemm, chimico tedesco (n. 1896)
- 24 ottobre - Costantino Mortati, giurista e costituzionalista italiano (n. 1891)
- 24 ottobre - Daniele Pace, cantante, paroliere e compositore italiano (n. 1935)
- 24 ottobre - Maurice Roy, cardinale e arcivescovo cattolico canadese (n. 1905)
- 25 ottobre - Amedeo Dalla Volta, psicologo e medico italiano (n. 1892)
- 25 ottobre - Morton Downey, cantante e attore cinematografico statunitense (n. 1901)
- 25 ottobre - Felixberto Camacho Flores, arcivescovo cattolico statunitense (n. 1921)
- 25 ottobre - Viktor Petrovič Makeev, ingegnere e militare sovietico (n. 1924)
- 26 ottobre - Clelia Vannucchi Pedani, pittrice e scultrice italiana (n. 1900)
- 27 ottobre - Willy Baumgartner, calciatore svizzero (n. 1911)
- 27 ottobre - Antonino De Stefano, giurista e magistrato italiano (n. 1918)
- 27 ottobre - Andreas Roland Grüntzig, medico e radiologo tedesco (n. 1939)
- 27 ottobre - Walter Segal, architetto svizzero (n. 1907)
- 28 ottobre - William Bramley, attore statunitense (n. 1928)
- 28 ottobre - Elga Brink, attrice tedesca (n. 1895)
- 28 ottobre - Joachim Knychała, serial killer polacco (n. 1952)
- 28 ottobre - William McPherson Allen, dirigente d'azienda e avvocato statunitense (n. 1900)
- 28 ottobre - Iōannīs Traulos, architetto, storico dell'architettura e archeologo greco (n. 1908)
- 28 ottobre - Ángel Zubieta, allenatore di calcio e calciatore spagnolo (n. 1918)
- 29 ottobre - Evgenij Michajlovič Lifšic, fisico sovietico (n. 1915)
- 29 ottobre - John Davis Lodge, politico, ambasciatore e attore statunitense (n. 1903)
- 29 ottobre - Mário Amâncio Duarte, cestista e allenatore di pallacanestro brasiliano (n. 1914)
- 30 ottobre - Aimé Dossche, ciclista su strada e dirigente sportivo belga (n. 1902)
- 30 ottobre - Beniamino Fiamma, ingegnere e inventore italiano (n. 1899)
- 30 ottobre - Kirby Grant, attore statunitense (n. 1911)
- 31 ottobre - Norberto Yácono, calciatore argentino (n. 1919)

## Novembre(97)
- 1º novembre - Charley Fusari, pugile italiano (n. 1924)
- 1º novembre - Vladimir Gorochov, allenatore di calcio e calciatore sovietico (n. 1910)
- 1º novembre - Albert Guyot, sceneggiatore e regista francese (n. 1903)
- 1º novembre - Yvonne Hagnauer, pedagoga francese (n. 1898)
- 1º novembre - Lucien Michard, pistard francese (n. 1903)
- 1º novembre - Phil Silvers, attore, cantante e cabarettista statunitense (n. 1911)
- 2 novembre - Gastone Belotti, musicologo italiano (n. 1920)
- 3 novembre - John Michael Wallace-Hadrill, storico britannico (n. 1916)
- 4 novembre - Cus D'Amato, manager e allenatore di pugilato statunitense (n. 1908)
- 4 novembre - Rudolf Fernau, attore tedesco (n. 1898)
- 4 novembre - John Axel Nannfeldt, micologo e botanico svedese (n. 1904)
- 4 novembre - Vasilij Sergeevič Ordynskij, regista cinematografico sovietico (n. 1923)
- 5 novembre - Jean Théodore Delacour, ornitologo francese (n. 1890)
- 5 novembre - Roberto Salvini, storico dell'arte e funzionario italiano (n. 1912)
- 5 novembre - Boris Tolmazov, attore sovietico (n. 1912)
- 6 novembre - György Bónis, giurista e storico ungherese (n. 1914)
- 6 novembre - Gino Cortelazzo, scultore italiano (n. 1927)
- 6 novembre - Sanjeev Kumar, attore indiano (n. 1938)
- 7 novembre - Takeshi Natori, calciatore giapponese (n. 1913)
- 7 novembre - Friedrich Traugott Wahlen, politico svizzero (n. 1899)
- 8 novembre - Nicolas Frantz, ciclista su strada lussemburghese (n. 1899)
- 8 novembre - Odd Fredriksen, calciatore norvegese (n. 1921)
- 8 novembre - Tullio Grassi, calciatore svizzero (n. 1910)
- 8 novembre - Masten Gregory, pilota automobilistico statunitense (n. 1932)
- 8 novembre - Duilio Marcante, italiano (n. 1914)
- 8 novembre - Renato Mocellini, bobbista italiano (n. 1929)
- 9 novembre - Herbert Kuhlmann, militare tedesco (n. 1915)
- 9 novembre - Mary MacLaren, attrice statunitense (n. 1896)
- 9 novembre - Marie-Georges Pascal, attrice francese (n. 1946)
- 9 novembre - Helen Rose, costumista statunitense (n. 1904)
- 9 novembre - Stasys Šačkus, cestista lituano (n. 1907)
- 9 novembre - Peter Sutton, cestista australiano (n. 1931)
- 9 novembre - Leonard Henry Caleb Tippett, statistico britannico (n. 1902)
- 10 novembre - Olav Sunde, giavellottista norvegese (n. 1903)
- 10 novembre - Branislav Vukosavljević, allenatore di calcio e calciatore jugoslavo (n. 1929)
- 11 novembre - Pelle Lindbergh, hockeista su ghiaccio svedese (n. 1959)
- 11 novembre - Girolamo Quaglia, lottatore italiano (n. 1902)
- 11 novembre - Arthur Rothstein, fotografo statunitense (n. 1915)
- 11 novembre - Leni Schmidt, velocista tedesca (n. 1906)
- 12 novembre - Mario Cheri, politico italiano (n. 1934)
- 12 novembre - Ildebrando Gregori, presbitero italiano (n. 1894)
- 13 novembre - Elmar Beierstettel, schermidore tedesco (n. 1948)
- 13 novembre - Gian Carlo Dal Verme, dirigente sportivo e scacchista italiano (n. 1908)
- 13 novembre - Pierre Marie Nguyễn Huy Quang, vescovo cattolico vietnamita (n. 1910)
- 13 novembre - Aleksandr Ivanovič Pokryškin, militare e aviatore sovietico (n. 1913)
- 14 novembre - Dmitrij Konstantinovič Beljaev, genetista e zoologo sovietico (n. 1917)
- 14 novembre - Wellington Koo, politico e diplomatico cinese (n. 1887)
- 15 novembre - Meret Oppenheim, artista e designer svizzera (n. 1913)
- 15 novembre - Carlos Spadaro, calciatore argentino (n. 1902)
- 16 novembre - Ludwig Bertele, ingegnere tedesco (n. 1900)
- 16 novembre - Léon Lampo, cestista belga (n. 1923)
- 16 novembre - Omayra Sánchez, colombiana (n. 1972)
- 16 novembre - John Sparkman, politico, avvocato e giurista statunitense (n. 1899)
- 17 novembre - Augusto Černigoj, pittore sloveno (n. 1898)
- 17 novembre - Lon Nol, generale e politico cambogiano (n. 1913)
- 17 novembre - Carlo Alfredo del Liechtenstein, principe liechtensteinese (n. 1910)
- 18 novembre - Adelio Albarello, politico italiano (n. 1918)
- 18 novembre - Osvaldo Lamborghini, scrittore e poeta argentino (n. 1940)
- 18 novembre - Yrjö Nikkanen, giavellottista finlandese (n. 1914)
- 19 novembre - Juan Arvizu, tenore messicano (n. 1900)
- 19 novembre - Bobby Breiter, hockeista su ghiaccio svizzero (n. 1909)
- 19 novembre - Stepin Fetchit, attore statunitense (n. 1902)
- 19 novembre - Vittorio Parmentola, storico italiano (n. 1903)
- 19 novembre - Bob Synnott, cestista statunitense (n. 1912)
- 20 novembre - Tommaso Ajroldi, politico italiano (n. 1904)
- 21 novembre - René Dedieu, calciatore francese (n. 1898)
- 21 novembre - Henri Vincenot, pittore, scrittore e scultore francese (n. 1912)
- 21 novembre - Mirosława Zakrzewska, pallavolista, cestista e pallamanista polacca (n. 1932)
- 22 novembre - Epifanio Méndez Fleitas, politico, scrittore e musicista paraguaiano (n. 1917)
- 22 novembre - María Sabina, poetessa messicana (n. 1894)
- 23 novembre - Remigio Bellini, calciatore italiano (n. 1930)
- 23 novembre - Leonhard Kass, calciatore estone (n. 1911)
- 23 novembre - Nina Quartero, attrice statunitense (n. 1908)
- 24 novembre - René Barjavel, scrittore, giornalista e sceneggiatore francese (n. 1911)
- 24 novembre - Franca Pieroni Bortolotti, storica italiana (n. 1925)
- 24 novembre - Maurice Podoloff, avvocato e dirigente sportivo statunitense (n. 1890)
- 24 novembre - George Raynor, calciatore e allenatore di calcio inglese (n. 1907)
- 24 novembre - Big Joe Turner, cantante statunitense (n. 1911)
- 25 novembre - Geoffrey Grigson, poeta britannico (n. 1905)
- 25 novembre - Fortunato Licandro, politico italiano (n. 1923)
- 25 novembre - Elsa Morante, scrittrice, saggista e poetessa italiana (n. 1912)
- 26 novembre - Frank Beaty, cestista statunitense (n. 1919)
- 26 novembre - Sergej Apollinarievič Gerasimov, attore e regista sovietico (n. 1906)
- 26 novembre - Bill Jackson, cestista irlandese (n. 1918)
- 26 novembre - Francesco Parrino, politico italiano (n. 1931)
- 26 novembre - Vivien Thomas, medico statunitense (n. 1910)
- 27 novembre - Fernand Braudel, storico francese (n. 1902)
- 27 novembre - Harry Harvey, attore statunitense (n. 1901)
- 27 novembre - André Hunebelle, regista francese (n. 1896)
- 27 novembre - Rendra Karno, attore indonesiano (n. 1920)
- 28 novembre - Karl Abt, pittore tedesco (n. 1899)
- 28 novembre - John McNally, giocatore di football americano e allenatore di football americano statunitense (n. 1903)
- 28 novembre - Antonio Enrico Monteleone, militare italiano (n. 1951)
- 28 novembre - Josef Smistik, allenatore di calcio e calciatore austriaco (n. 1905)
- 29 novembre - Eduards Andersons, cestista lettone (n. 1914)
- 29 novembre - Gaston Féry, velocista francese (n. 1900)
- 30 novembre - Johannes Feiner, presbitero e teologo svizzero (n. 1909)

## Dicembre(108)
- 1º dicembre - Kenshiro Abbe, artista marziale giapponese (n. 1915)
- 1º dicembre - Agustí Centelles i Ossó, fotoreporter spagnolo (n. 1909)
- 1º dicembre - M'hamed Issiakhem, pittore algerino (n. 1928)
- 1º dicembre - Harry Morris, calciatore inglese (n. 1897)
- 1º dicembre - Harijs Pīkols, calciatore lettone (n. 1902)
- 1º dicembre - Don Stoker, allenatore di calcio e calciatore inglese (n. 1922)
- 1º dicembre - Christy Walsh, cestista irlandese (n. 1920)
- 2 dicembre - Italo Briano, editore, pubblicista e divulgatore scientifico italiano (n. 1901)
- 2 dicembre - Aniello Dellacroce, mafioso statunitense (n. 1914)
- 2 dicembre - Alexandru Frim, bobbista rumeno (n. 1908)
- 2 dicembre - Heinz Hoffmann, politico e generale tedesco-orientale (n. 1910)
- 2 dicembre - Philip Larkin, scrittore, poeta e critico musicale britannico (n. 1922)
- 2 dicembre - Irineo Leguisamo, fantino uruguaiano (n. 1903)
- 2 dicembre - Guido Melli, patologo e immunologo italiano (n. 1900)
- 3 dicembre - Larry Wayne Chaffin, militare statunitense (n. 1946)
- 3 dicembre - Henry Martin Kleemann, aviatore statunitense (n. 1943)
- 3 dicembre - Miloslav Kodl, cestista cecoslovacco (n. 1928)
- 3 dicembre - Giovanni Porta, partigiano e politico italiano (n. 1909)
- 3 dicembre - Conolly Abel Smith, ammiraglio inglese (n. 1899)
- 3 dicembre - James Athanasius Weisheipl, presbitero, filosofo e scrittore statunitense (n. 1923)
- 4 dicembre - Dina De Santis, attrice cinematografica italiana (n. 1943)
- 4 dicembre - Roger Leenhardt, regista, attore e produttore cinematografico francese (n. 1903)
- 5 dicembre - Oreste Capuzzo, ginnasta italiano (n. 1908)
- 5 dicembre - Enrico Endrich, politico e avvocato italiano (n. 1899)
- 5 dicembre - Loris Fortuna, politico e partigiano italiano (n. 1924)
- 6 dicembre - Slobodan Anđelković, calciatore jugoslavo (n. 1913)
- 6 dicembre - Burleigh Grimes, giocatore di baseball e allenatore di baseball statunitense (n. 1893)
- 6 dicembre - Denis de Rougemont, scrittore, filosofo e saggista svizzero (n. 1906)
- 7 dicembre - Carroll Thomas Dozier, vescovo cattolico statunitense (n. 1911)
- 7 dicembre - Robert Graves, poeta, saggista e romanziere britannico (n. 1895)
- 7 dicembre - Potter Stewart, giudice statunitense (n. 1915)
- 8 dicembre - Ermenegildo Florit, cardinale e arcivescovo cattolico italiano (n. 1901)
- 8 dicembre - Johnny Wilson, pugile statunitense (n. 1893)
- 9 dicembre - Calvin Jackson, pianista e compositore statunitense (n. 1919)
- 9 dicembre - Jean Ache, fumettista, pittore e illustratore francese (n. 1923)
- 9 dicembre - Hugo Krayenbühl, medico svizzero (n. 1902)
- 9 dicembre - Federico Riu, filosofo venezuelano (n. 1925)
- 9 dicembre - Victor Vicas, regista e sceneggiatore francese (n. 1918)
- 10 dicembre - Zacharie Tshimanga Wa Tshibangu, storico e scrittore della Repubblica Democratica del Congo (n. 1941)
- 11 dicembre - Giovanni Battista Bonino, chimico italiano (n. 1899)
- 12 dicembre - Anne Baxter, attrice statunitense (n. 1923)
- 12 dicembre - Josef Hornauer, calciatore tedesco (n. 1908)
- 12 dicembre - Phil Karlson, regista statunitense (n. 1908)
- 12 dicembre - Ian Stewart, musicista britannico (n. 1938)
- 13 dicembre - Margaret Livingston, attrice statunitense (n. 1900)
- 13 dicembre - Oscar Montañés, calciatore argentino (n. 1912)
- 14 dicembre - Italo De Tuddo, sceneggiatore italiano (n. 1916)
- 14 dicembre - Roger Maris, giocatore di baseball statunitense (n. 1934)
- 15 dicembre - István Oláh, generale e politico ungherese (n. 1926)
- 15 dicembre - Alessandro Passerin d'Entrèves, filosofo, storico e partigiano italiano (n. 1902)
- 15 dicembre - Francesco Pernigo, calciatore italiano (n. 1918)
- 15 dicembre - Livia Pirocchi Tonolli, biologa italiana (n. 1909)
- 15 dicembre - Seewoosagur Ramgoolam, politico mauriziano (n. 1900)
- 15 dicembre - Carlos P. Rómulo, diplomatico, politico e generale filippino (n. 1898)
- 16 dicembre - Enrico Ardù, partigiano e giornalista italiano (n. 1914)
- 16 dicembre - Adriano Barbano, regista italiano (n. 1926)
- 16 dicembre - Thomas Bilotti, mafioso statunitense (n. 1940)
- 16 dicembre - Paul Castellano, mafioso statunitense (n. 1915)
- 16 dicembre - Pavel Mahrer, calciatore cecoslovacco (n. 1900)
- 18 dicembre - Josef Klapuch, lottatore cecoslovacco (n. 1906)
- 19 dicembre - Bruno Calvani, scultore e pittore italiano (n. 1904)
- 20 dicembre - Angelo Arcari, calciatore e allenatore di calcio italiano (n. 1907)
- 20 dicembre - Luigi Cresta, calciatore italiano (n. 1910)
- 20 dicembre - Joseph Hasler, vescovo cattolico svizzero (n. 1900)
- 20 dicembre - Coral McInnes Buttsworth, tennista australiana (n. 1900)
- 20 dicembre - Giovanni Sissa, partigiano italiano (n. 1909)
- 21 dicembre - Max Massimino Garnier, sceneggiatore e regista italiano (n. 1924)
- 22 dicembre - Marco Angeli, medico e politico italiano (n. 1902)
- 22 dicembre - D. Boon, cantante, compositore e chitarrista statunitense (n. 1958)
- 22 dicembre - Osvaldo Farrés, compositore cubano (n. 1902)
- 22 dicembre - Ignace Jay Gelb, archeologo statunitense (n. 1907)
- 22 dicembre - Lawrence Hauben, sceneggiatore e attore statunitense (n. 1931)
- 23 dicembre - Bill Henry, cestista statunitense (n. 1924)
- 23 dicembre - Gina Kaus, scrittrice e sceneggiatrice austriaca (n. 1893)
- 23 dicembre - Giovanna Scotto, attrice e doppiatrice italiana (n. 1894)
- 24 dicembre - Ferhat Abbas, politico algerino (n. 1899)
- 24 dicembre - Bira, pilota automobilistico, velista e scultore thailandese (n. 1914)
- 24 dicembre - Biagio Marin, poeta e scrittore italiano (n. 1891)
- 24 dicembre - Marcel Nowak, calciatore francese (n. 1934)
- 24 dicembre - Alfred Pauletto, pittore, disegnatore e illustratore svizzero (n. 1927)
- 24 dicembre - Erich Schaedler, calciatore scozzese (n. 1949)
- 24 dicembre - Tarzan Tyler, wrestler canadese (n. 1927)
- 24 dicembre - Demetrio Vallejo, attivista e politico messicano (n. 1906)
- 25 dicembre - Ferdinand Adams, calciatore belga (n. 1903)
- 25 dicembre - Domenico Arcudi, politico italiano (n. 1909)
- 25 dicembre - Friedrich Becker, astronomo tedesco (n. 1900)
- 25 dicembre - Joe Oriolo, animatore e fumettista statunitense (n. 1913)
- 26 dicembre - François Châtelet, filosofo francese (n. 1925)
- 26 dicembre - Dian Fossey, zoologa statunitense (n. 1932)
- 26 dicembre - Cinzio Scagliotti, calciatore e allenatore di calcio italiano (n. 1911)
- 26 dicembre - Margarete Schön, attrice tedesca (n. 1895)
- 26 dicembre - Lionel White, scrittore e giornalista statunitense (n. 1905)
- 27 dicembre - Matteo Gaudioso, scrittore, storico e politico italiano (n. 1892)
- 27 dicembre - Harry Hopman, tennista e allenatore di tennis australiano (n. 1906)
- 27 dicembre - Jean Rondeau, pilota automobilistico francese (n. 1946)
- 27 dicembre - Harold Whitlock, marciatore britannico (n. 1903)
- 28 dicembre - Nicolò Barbini, incisore italiano (n. 1903)
- 28 dicembre - Roberto Bertea, attore e doppiatore italiano (n. 1922)
- 28 dicembre - Renato Castellani, regista e sceneggiatore italiano (n. 1913)
- 28 dicembre - Josef Lense, fisico austriaco (n. 1890)
- 28 dicembre - Henry Winneke, giudice e politico australiano (n. 1908)
- 29 dicembre - Gaspare Bavetta, politico italiano (n. 1913)
- 29 dicembre - Léon Schumacher, calciatore lussemburghese (n. 1918)
- 31 dicembre - Lucia Catullo, attrice e doppiatrice italiana (n. 1927)
- 31 dicembre - Sllave Llambi, allenatore di calcio e calciatore albanese (n. 1919)
- 31 dicembre - Ricky Nelson, cantante e attore statunitense (n. 1940)
- 31 dicembre - Sam Spiegel, produttore cinematografico austro-ungarico (n. 1901)
- 31 dicembre - Jocelyn Toynbee, archeologa, numismatica e storica dell'arte britannica (n. 1897)

## Senza giorno specificato(74)
- Ettore Accorsi, partigiano italiano (n. 1909)
- Franco Agosto, politico italiano (n. 1896)
- Herbert Kenneth Airy Shaw, botanico e entomologo britannico (n. 1902)
- Jorge Alberti, calciatore argentino (n. 1912)
- Archip Terent'evič Aleksandrov, medico, scrittore e drammaturgo sovietico (n. 1921)
- Alberto Alpago-Novello, architetto, urbanista e storico dell'architettura italiano (n. 1889)
- George Ashfield, calciatore inglese (n. 1934)
- Ubaldo Badas, architetto italiano (n. 1904)
- Lev Aronovič Barenbojm, pianista e musicologo russo (n. 1906)
- Giovanni Belelli, politico italiano (n. 1904)
- Antenore Belletti, artigiano italiano (n. 1905)
- Nello Bemporad, architetto e funzionario italiano (n. 1915)
- Giorgina Bertolucci di Vecchio, pittrice italiana (n. 1899)
- Alberico Biadene, ingegnere e alpinista italiano (n. 1900)
- Annio Bignardi, politico e dirigente sportivo italiano (n. 1907)
- Antonio Bindelli, architetto italiano (n. 1899)
- Mario Bionda, pittore italiano (n. 1913)
- Romano Boico, architetto italiano (n. 1910)
- Vittore Buzzi, imprenditore e filantropo italiano (n. 1894)
- Moreno Cambi, calciatore italiano (n. 1924)
- Amelia Camboni, scultrice italiana (n. 1913)
- Jeff Cameron, attore italiano (n. 1932)
- Attilio Canzini, aviatore italiano (n. 1895)
- Emilio Castellani, traduttore italiano (n. 1911)
- Silvio Coppola, architetto, designer e grafico italiano (n. 1920)
- Chantal Curtis, cantante tunisina
- Luigi Dal Pont, partigiano italiano (n. 1924)
- Mario Dazzini, esperantista italiano (n. 1910)
- Ilo De Franceschi, antifascista e scrittore italiano (n. 1903)
- Fernando De Ritis, medico e filantropo italiano (n. 1911)
- Domenico De' Paoli, compositore italiano (n. 1894)
- Armando Diena, calciatore italiano (n. 1914)
- Tony Flokas, cestista greco (n. 1931)
- Andrew Fluegelman, editore e programmatore statunitense (n. 1943)
- Dhondup Gyal, poeta, scrittore e patriota tibetano (n. 1953)
- Frank Haubold, ginnasta statunitense (n. 1906)
- Robert William Hayman, zoologo britannico (n. 1905)
- Roberto Hodge, calciatore cileno (n. 1944)
- Helfrid Jordan, scrittrice svedese (n. 1902)
- Clarence J. Leuba, psicologo statunitense (n. 1899)
- Manuel Machuca, calciatore cileno (n. 1924)
- Bongi Makeba, cantante sudafricana (n. 1950)
- Miloslav Malý, calciatore cecoslovacco (n. 1924)
- Felix H. Man, fotografo britannico (n. 1893)
- Jim Milburn, calciatore inglese (n. 1919)
- William Miller, canottiere statunitense (n. 1905)
- Mo Qing, calciatore cinese (n. 1889)
- Mosco Carner, direttore d'orchestra, musicologo e critico musicale austriaco (n. 1904)
- Sayzā Nabarāwī, giornalista e politica egiziana (n. 1897)
- Edna e Alice Nash, attrice statunitense (n. 1898)
- Giovanni Noto, incisore italiano (n. 1902)
- Valerij Dmitrievič Osipov, scrittore, giornalista e sceneggiatore sovietico (n. 1930)
- Pietro Pappalardo, scultore italiano (n. 1898)
- Giulio Perina, pittore italiano (n. 1907)
- Álvaro Pina, calciatore portoghese (n. 1906)
- Mordechaï Podchlebnik, mercante polacco (n. 1907)
- Lino Ponzinibio, militare italiano (n. 1902)
- Mario Pérez Plascencia, calciatore messicano (n. 1927)
- Elisabetta Rampielli, pittrice italiana (n. 1898)
- Vincas Ramónas, scrittore lituano (n. 1905)
- Richard Richards, fisico e esploratore australiano (n. 1893)
- Corneliu Riegler, cestista e allenatore di pallacanestro rumeno (n. 1915)
- Joseph Rodriguez, calciatore francese (n. 1908)
- Peretz Sandler, educatore e biblista israeliano (n. 1903)
- Tullio Santagiuliana, scrittore e storico italiano (n. 1912)
- Louie Sauer, cestista statunitense (n. 1915)
- Roberto Sgrilli, fumettista, animatore e pittore italiano (n. 1897)
- Giuseppe Spatrisano, architetto italiano (n. 1899)
- Eugène Séguy, entomologo francese (n. 1890)
- Vera Vassalle, partigiana italiana (n. 1920)
- Gino Vescovi, imprenditore italiano (n. 1905)
- Yang Zhenming, artista marziale cinese (n. 1910)
- Luciano Zeppegno, scrittore italiano
- Zoren, artista e pittore italiano (n. 1907)